# なつぞら
『なつぞら』は、2019年度前期放送のNHK「連続テレビ小説」第100作で、2019年4月1日から9月28日まで放送された日本のテレビドラマである。

## 企画・制作

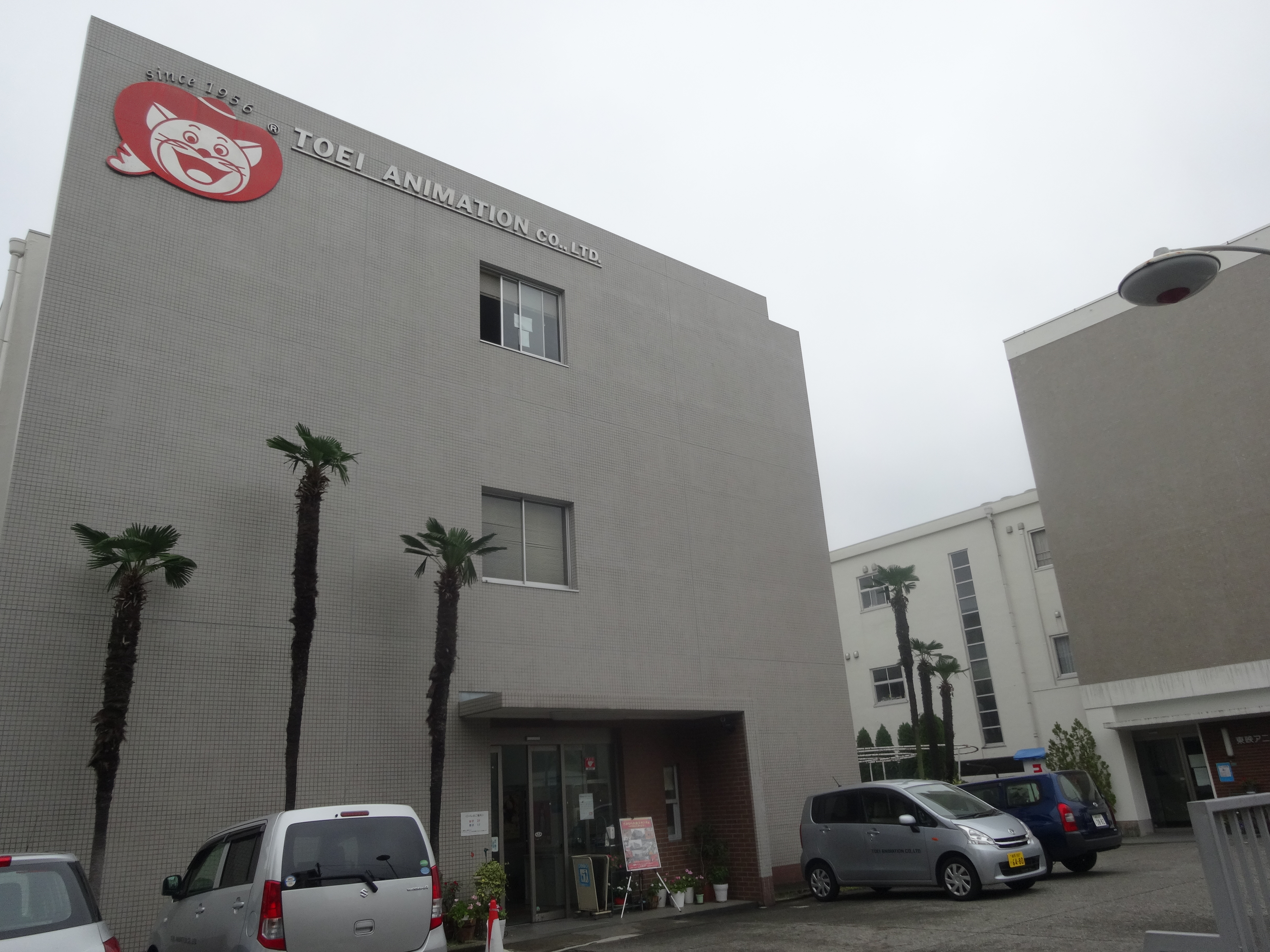
ドラマのモチーフとなった奥山玲子が在籍・作画した東映アニメーション・大泉スタジオ（初代社屋 1957年 - 2015年）

1937年（昭和12年）に東京に生まれ、戦争で両親を失い父の戦友に引き取られた戦災孤児の少女・奥原なつが、北海道・十勝で広大な大自然と開拓者精神溢れる強く優しい大人たちに囲まれてたくましく成長し、上京後北海道で育んだ想像力と根性を活かして当時「漫画映画」と称された草創期の日本アニメの世界でアニメーターを目指す姿を描く。1年を通して風雪が少ない十勝の大地に豊かな実りをもたらす「十勝晴れ」と呼ばれる突き抜けた青空のような、清々しい生きざまを描いた作品で、連続テレビ小説の原点に立ちかえるような「困難に負けないヒロイン」像を描きたいとしている。本作のアニメーション時代考証を担当する小田部羊一 は、ヒロインは草創期の日本のアニメーション界を支えた女性アニメーターの、亡妻・奥山玲子（宮城県仙台市出身）がヒントになったと語っている。
世界で人気を集める日本のアニメも「いつから、どんな人たちが育ててきたか」は知られていないことから、監督が注目されがちなアニメ作品で裏方として力を発揮してきた多くのアニメーターに、特に昭和30年代から多くの女性が活躍していた点に着目して構想された。ドラマの舞台となる1960年代から1970年代にかけて誕生した『タイガーマスク』『昆虫物語 みなしごハッチ』『あしたのジョー』などの名作は孤児を主人公としており、「戦争で傷ついた子どもたちを励まそう」という意図を含んで製作されていたことから、「日本でアニメが生まれた背後に戦争があった」ことを表現するためヒロインは戦災孤児との設定となった。現在の高度なアニメ表現の技法は作り手の試行錯誤による努力の積み重ねによって成り立っている点にも焦点を当て、日本においてアニメがどのように育まれてきたか、アニメ作品はどのように作られるのか、歴史と技術の2面から「アニメの誕生」を描く。
大森寿美男によるオリジナル作品で、大森が連続テレビ小説を手掛けるのは『てるてる家族』（2003年度〈平成15年度〉後期）に続いて2作品目となる。北海道の「開拓者精神」をテーマに、「開拓者精神」とアニメーションを重ね合わせて「一つ一つの積み重ねが大きな形になるということを伝えたい」としている。ヒロイン像については、戦災孤児として十勝の開拓者一家に育てられた境遇から、「自分の意思を貫いて生きていくヒロイン」ではなく、「人の心に流されながら、出会いと関わりのなかで、人生を見いだしていくヒロイン」と語っている。なおオリジナル作品ではあるが、先述の小田部や大森などが登場人物のヒントやモチーフについて公言しているほか、実在の人物や団体・作品などを彷彿とさせる事項が作中に数多く登場する。
作品名は、構想段階の2017年（平成30年）秋に制作統括の磯智明と脚本の大森が帯広空港に降り立った際に見上げた十勝の大きく、広く、美しく澄み切った青空から「タイトルで“空”は入れたい」との発想に加え、ヒロインの名前「なつ」を組み合わせて『夏空』（なつぞら）に決定。「5文字が多い」「“ん”が付く」など朝ドラのヒットの法則を踏まえて『なっちゃん』『どさんこ』なども候補として検討されたが、作品への思いを優先し、もともと仮題ともなっていた『夏空』を採用した。のちに2018年4月の「北海道十勝編」の出演者発表にあわせて平仮名の『なつぞら』に改められた。

### キャスティング
2017年11月20日に制作およびヒロインが発表され、『「戦災孤児」「北海道」「アニメーション」という3つのキーワードをもつ遠大な物語を、演技力とリアリティーをもって演じきれる女優は今、広瀬すずさんしかいない』との指名により、ヒロイン役には広瀬すずが決定した。夏の北海道が舞台で通常より3、4か月早い撮影開始となること、NHKの働き方改革により制作期間を長くとることから、前作の『まんぷく』（2018年度〈平成30年度〉後期）に先立つ放送開始1年5か月前となる異例の早期発表となった。なお、東京制作による朝ドラの主演は本作から2024年（令和6年）度前期の『虎に翼』の伊藤沙莉まで全て、キャスティングで選ばれた。
ヒロイン以外の出演者は、2018年2月ごろにヒロインの相手役を演じる若手俳優のオーディションを実施し、男女各2,500名ほどの応募者の中から山田天陽役の吉沢亮、小畑雪次郎役の山田裕貴、柴田照男役の清原翔、柴田夕見子役の福地桃子らの起用が決定。同年4月26日に「北海道十勝編」、2019年2月12日に「東京・新宿編」、3月1日に「アニメーション編」が順次発表された。
本作に於いては第2回に連続テレビ小説第1作『娘と私』のヒロイン・北林早苗が出演したのを始め、小林綾子（『おしん』）、山口智子（『純ちゃんの応援歌』）、松嶋菜々子（『ひまわり』）、岩崎ひろみ（『ふたりっ子』）、比嘉愛未（『どんど晴れ』）、貫地谷しほり（『ちりとてちん』）、原日出子（『本日も晴天なり』）、三倉茉奈（『ふたりっ子』、『だんだん』）、藤田三保子（『鳩子の海』）、田中裕子（『おしん』）、藤澤恵麻（『天花』）、安藤サクラ（『まんぷく』）、浅茅陽子（『雲のじゅうたん』）、戸田菜穂（『ええにょぼ』）と、歴代ヒロイン15人が様々な形で出演した。起用の理由について、過去99作品を製作した先人達への「リスペクト」であり、見続けた視聴者への「カーテンコール」であるとしている。また、事前にキャストの発表がなく、劇中で初めて明かされたヒロインの生き別れの妹・千遥役を演じた清原果耶は、後に『おかえりモネ』でヒロインを演じることになる。
また、北海道を拠点に活動する演劇ユニット「TEAM NACS」のメンバーである安田顕・戸次重幸・音尾琢真がレギュラーで出演し、後半には森崎博之、最終週には大泉洋がゲスト出演し、メンバー全員が出演した。メンバー同士が共演したことでも注目を集めた。起用理由として「地元の人たちに喜んでもらえる人に出てほしいと思い、そういう方々の力を借りたいと思った」としており、会見で制作統括の磯智明は「（残る森崎と大泉の出演も）頑張って交渉していきたい」と話していた。5人で最後の出演となった大泉は「北海道が舞台の記念すべき朝ドラに、我々TEAM NACSを全員出演させてくれたスタッフの皆様、そして我々全員の出演を願ってくれたファンの皆様に本当に感謝です」とコメントした。
語りはドラマのナレーションを担当するのは本作が初となる内村光良。ヒロインの亡き父として彼女を天国から見守っている設定で、2017年末の『第68回NHK紅白歌合戦』で総合司会を務めた際の「優しさと慈愛が満ちあふれる」言葉遣いが「きっとヒロイン・なつの波乱に満ちた半生を、太陽のように明るく照らし続けてくれるに違いない」との評価を受けての起用となった。2018年12月31日、『第69回NHK紅白歌合戦』において、総合司会の1人である内村が本作の語りを務めることをサプライズで発表した。なつのモノローグや客観的なナレーションも考えられる中で「厳しい環境に身を置くことになったなつにとって一番の理解者が身近にいた方が視聴者の皆さんが物語に入りやすい」「なつの道しるべになる人がドラマをナビゲートする今回の形がいい」との発想から「語り=ヒロインの父」の設定に至り、第9回終盤の語りの中で「語り=ヒロインの父」であることが判明する異色の仕掛けによって明かされた。語りの中で用いられる「なつよ」のフレーズは脚本の大森が考案し、印象的だったことから各週のサブタイトルにも用いられている。
音楽は、「十勝の丘を駆け抜ける、爽やかな夏風のようなフレッシュで心地よいメロディーを作ってください」との依頼を受け、『おそ松さん』『3月のライオン』をはじめ多くのテレビアニメ作品の音楽を担当した橋本由香利が手がける。主題歌はロックバンドのスピッツが担当、初の連続テレビ小説の楽曲となる主題歌「優しいあの子」を提供する。2019年2月19日に主題歌がスピッツの「優しいあの子」に決まったことが発表され、制作統括の磯は、とかち帯広空港に初めて降り立ち十勝平野の果てしなく続く圧倒的な青空を目にしたとき「啓示を受けたように、スピッツのメロディが空から舞い降りてきた」と語っている。依頼を受けて十勝の地へ何度か足を運んだ草野マサムネは、「季節が夏であっても、その夏に至るまでの長い冬を想わずにはいられない」との思いを抱き、「なつぞら」=「厳しい冬を経て、みんなで待ちに待った夏の空」との解釈から、題名の『なつぞら』に反して冬っぽい仕上がりの詞を書き上げた。

### アニメーション制作
2019年3月5日にアニメーションチームが発表され、東映動画（現・東映アニメーション）などでアニメーターとして多くの作品に参加した小田部羊一がアニメーション時代考証を担当、「『白蛇伝』をやっていたころの東映動画や女性アニメーターの世界を描きたい」との意向を受けて、当時を知る人物を紹介するなど参考となる情報の提供を行った。また、スタジオジブリでアニメーション映画の動画チェックに携わったアニメーターの舘野仁美がアニメーション監修を担当。本編中に『火垂るの墓』を連想させる東京大空襲の回想シーンなど随所にアニメーションが用いられ、草創期を支えた高畑勲、宮崎駿や同世代のアニメーターへのオマージュであり「軌跡や偉業の一端でも表現できれば」としている。舘野がプロデューサーを務めるオープニングのタイトルバックは連続テレビ小説初となる全編アニメーションで製作される。アニメーション制作は舘野のスタジオ「ササユリ」と東映アニメーションが担当し、シンエイ動画、スタジオカラー、コミックス・ウェーブ・フィルム、オープロダクション、スタジオパブロなど名だたるアニメ制作会社のスタッフが参加している。

### 撮影
撮影は、2018年6月8日より北海道・十勝管内において陸別町・新得町を中心にクランクインした。2019年1月には同管内にて厳寒の中で冬のロケが、放送開始後の同年4月には3回目となる十勝ロケが行われた。同年7月には物語終盤のシーンを撮るため4回目となる十勝ロケが行われた。十勝における撮影では、ロケハンに始まってキャスト・スタッフの宿泊施設、撮影地への移動用の車両と運転手の手配、エキストラの募集、冬季間のロケセットの維持管理に至るまで、帯広観光コンベンション協会が各町村の窓口となって長期におよぶ撮影の支援を行う。また、昭和20、30年代当時の十勝の酪農や生産者の思いを映像で再現するにあたり、先人の苦労や歴史を多くの人々に知ってもらい農業や地域振興に繋げたいとして地域の酪農家やJAが「酪農指導」「馬車指導」などさまざまな形で撮影に協力している。
2019年8月20日深夜、クランクアップ。

### プロモーション
放送に先立つ2019年2月に、帯広市で開催された「おびひろ氷まつり」で小畑雪次郎役の山田裕貴がトークライブを開催。また、同月に札幌市で開催された「第70回さっぽろ雪まつり」の開会式にヒロインの広瀬すずがスペシャルゲストとして参加し、ヒロイン・なつを模した雪像が展示された。「さっぽろ雪まつり」を連続テレビ小説のヒロインが訪れるのも、連続テレビ小説を題材とする雪像が展示されるのも初となった。特設ステージで開催された「元気いっぱい北海道 feat.なつぞらトークショー」には戸村菊介役の音尾琢真、柴田夕見子役の福地桃子が登壇し、ドラマの魅力のPRを行った。
2019年2月1日には番組の公式Instagram（インスタグラム）を開設、「第70回さっぽろ雪まつり」開会式の様子など、オフショットの写真や動画の発信を行っている。
日本航空が、前年に発生した北海道胆振東部地震の復興支援の一環として、ヒロインのなつが機体の左右にデザインされた本作の特別塗装機（ボーイング737-800型機）を就航させ、2019年4月19日から9月中旬まで運航された。
放送残り1か月となった8月31日、イベント「なつぞらファンフェスin十勝」が十勝管内の幕別町百年記念ホールで行われ、広瀬すず、山田裕貴、清原翔、渡辺麻友、伊原六花の5人のキャストが出席、イベントの模様は、NHK総合（北海道ローカル）で9月14日に放送、全国放送はBSプレミアムで9月21日に放送された。

## あらすじ

### 北海道・十勝編（第1週 - 第7週）

#### 第1週 - 第2週
父が満州で戦死し、母を空襲で亡くして東京の戦災孤児となった奥原なつは、兄・咲太郎と妹・千遥とも別れ、1946年（昭和21年）5月、父の戦友だった柴田剛男の厚意で北海道・十勝で牧場を営む柴田家に引き取られる。当初剛男の妻・富士子には受け入れられるも他の家族からは冷遇されるなつであったが、家に置いてもらうために懸命に酪農仕事に取り組むなつの様子に、富士子の実父で家主の泰樹は次第に心を開いていき、嫉妬心を抱いていた同い歳の長女・夕見子も、なつを引き取った父の真意を聞き、親切になる。やがて泰樹の許可が降り国民学校に通えるようになったなつは、同じく東京から転入した絵が得意な同級生・山田天陽と親しくなり、学校の映画会で見たアメリカの漫画映画に興味を抱く。ある日、兄の咲太郎からの手紙の返事がなく、会いたい寂しさから、なつは家出をするが、自身を探し出した柴田家の人々の親身な優しさを知り、素直な感情をぶつけられるまでに打ち解けていく。

#### 第3週 - 第7週
咲太郎は行方不明、千遥とも連絡が取れぬまま年月が過ぎ、1955年（昭和30年）6月、なつは牧場で働きながら十勝農業高校の畜産科に進学して3年生となり、柴田家の人々からは実の娘同然に扱われていた。農協に勤める剛男と農協加入を拒む泰樹の板挟みとなったなつは、幼なじみの同級生・小畑雪次郎の勧めで雪次郎が所属する演劇部の顧問・倉田隆一に相談し、演劇部に入部することとなる。倉田は農協への取材やなつの証言をもとに戯曲『白蛇伝説』を執筆し、なつは倉田の厳しい演技指導を受けてその舞台に立つ。山田家を訪ね小規模酪農家の窮状を知った泰樹は、なつの舞台を見て利己的な考えを改め、農協加入を決意する。夏休みとなり、なつを幼なじみの佐々岡信哉が突然訪ねる。咲太郎が東京・新宿の劇場で働いていたらしい情報を知ったなつは富士子に伴われて上京し、咲太郎を知る新宿のベーカリー兼カフェ「川村屋」のマダムこと前島光子を訪ねるが、消息はつかめない。そんな中、信哉の得た情報をもとに浅草の舞台に立つ咲太郎との再会を果たすが、ほどなく咲太郎は盗品を質入れした疑いで逮捕され、手紙でなつに別れを告げる。「川村屋」で天陽の兄・陽平に遭遇したなつは、陽平の案内で漫画映画のスタジオを見学してアニメーターという職業を知る。
冬を迎え、なつは照男が用意したチケットで天陽とディズニーの漫画映画『ファンタジア』を鑑賞し、漫画映画への思いをさらに強める。一方、咲太郎との再会でなつが柴田家を離れることを危惧した泰樹は、なつを正真正銘の家族にとの願いから、富士子と剛男の反対をよそになつと照男との結婚を画策する。泰樹の思惑を聞かされたなつは傷つき、動揺したまま天陽の家に向かう途中で吹雪に巻き込まれて、森に住む彫刻家・阿川弥市郎親子に助けられる。一夜が明け、帰宅途中に見た朝日の光景に、なつは上京しアニメーターを目指すことを決意する。上京の意志を打ち明けるものの、泰樹の期待を裏切り酪農を離れることへの後ろめたさから本当の目的を言い出せずに思い悩むなつだったが、天陽や雪次郎の祖母・とよに背中を押され、単身移住し北海道を開拓した泰樹のように自分も漫画映画に挑戦したいと告白し、泰樹はなつの上京を許し東京を開拓してこいと激励する。

### 東京・新宿編（第8週 - 第9週）
高校を卒業したなつは1956年（昭和31年）4月、新宿の「川村屋」で修行予定の雪次郎とともに彼の父、雪之助に伴われて上京し、雪之助の口利きで「川村屋」の寮に住み込み皿洗いをしながら絵の勉強を続ける。なつは兄、咲太郎の消息を求めて煙カスミの歌うクラブを再度訪れ、カスミは咲太郎が母と慕うおでん屋「風車」へ誘い、女将の岸川亜矢美に引き合わせる。その際酩酊状態で雪之助が語った話（事実ではない）を真に受けた亜矢美は、なつが柴田家でこき使われた末に追い出され、「川村屋」のマダムが咲太郎の借金を肩代わりさせるために強制労働を強いられているのだろうと彼に話す。激怒した咲太郎は「川村屋」に怒鳴り込み、なつを連れ去ろうとする。なつの上京の目的を知った咲太郎は撮影所内で遭遇した「東洋映画」社長・大杉満に直談判し、6月を迎えなつは「東洋動画」の作画課の臨時採用試験に臨む。なつは実技で高評価を受けるものの、面接で兄が所属する新劇の劇団から政治思想を疑われて不合格となる。落胆したなつは、不合格を知った陽平の先輩アニメーター・仲努と陽平から仕上課の臨時採用試験があることを知らされ、9月の採用試験を受験し合格する。なつは半年間世話になった「川村屋」の寮を出て、おでん屋「風車」の2階で亜矢美と咲太郎のもとで生活を始める。

### アニメーション編（第10週 - 第18週）
1956年（昭和31年）10月、「東洋動画」に入社したなつは、亜矢美が毎朝見立てる華やかなファッションに身を包みスタジオへ通い始める。スタジオでは日本初となる総天然色の長編漫画映画『白蛇姫』の製作が進み、なつは仕上課で彩色を担当する。仲と陽平に誘われて就業後に作画課に足を運んだなつは、仲の勧めでアニメーターたちが護美箱に捨てた作品を持ち帰り、参考にしながら独学で絵の勉強を続ける。華やかな服装から先輩アニメーターの大沢麻子に男目当てと誤解を受けるものの、なつが描いた動画のラフが偶然麻子の目に留まる。仲の取り計らいでなつは6月入社の養成中のアニメーターたちと一緒に能力審査を受験する機会を得るが、発想力に画力が伴わず再び不合格となる。『白蛇姫』の仕上げが終わり、劇団「赤い星座」の芝居『人形の家』を観に行き人間の描写を絵に描けたらと感激し、動画のクリーンナップや仕上げのトレースの練習に励む。
信哉が「川村屋」を訪れた際に見た、信哉の取材したニュースを見て、妹の千遥の行方を探したいと信哉に協力を求める。一方、咲太郎は最初は千遥を探すことを躊躇したが、叔母からの最後の手紙を見せて、なつの想いをくみ取り応援する。
亀山蘭子が『白蛇姫』の声優をすることを聞き、アフレコ現場を見学し、そこで漫画映画を作る面白さを再認識する。仲から新作の制作が決まったことに伴い、動画の能力審査に挑戦するように促され、試験を受け合格する。仕上課から作画課へ異動し、動画を担当することになる。咲太郎は光子に借金をようやく全額返済し、なつはアニメーター合格を伝える。なつは新作『わんぱく牛若丸』のキャラクターデザインの選考に参加し、常盤御前のキャラクターデザインを考える。そんな中、親戚が船橋にいることが分かったと信哉から知らされたなつと咲太郎は、なつの誕生日で終戦の日でもある8月15日に会いに行くことを決める。船橋のアパートでなつと咲太郎は男性と少女に出会う。しかし、少女は千遥ではなかった。咲太郎の手紙を持って家出をしたと告げられたなつは落胆するが、千遥のために絵の仕事を頑張ることを決意する。
昭和40年、なつは再びテレビ班から映画班へと移り、坂場一久が監督の映画『神をつかんだ少年クリフ』で原画を担当することになる。その製作過程の最中、坂場からこの作品が成功したら結婚してほしいとプロポーズされ承諾するが、映画は不入りに終わる。映画部長の井戸原昇から興行失敗の責任を問われ、坂場は辞職。なつにもプロポーズを撤回することを告げる。ショックを受けて部屋に閉じ籠もるなつの元に坂場が訪れるが、咲太郎から怒りをぶつけられて彼女の存在の大きさに気付いた坂場は、謝罪して改めてプロポーズする。

### 結婚・マコプロダクション編（第19週 - ）
なつは坂場と共に結婚の報告をしに十勝へと帰省する。それからしばらくのち、十勝でなつと坂場・夕見子と雪次郎の合同結婚披露宴が催された。
昭和43年、「東洋動画」を9年前に寿退社した大沢麻子が、新婚生活を送るなつと一久に会いに来た。会社を興しアニメ製作を始めるので、二人にも加わってほしいと言う。妊娠が判って間もないなつは「東洋動画」を辞めることなど考えられず断るが、一久は一年の猶予を条件に承諾。なつは娘を産み、泰樹が優と命名した。
年が明け、なつの短い産休も明ける。幼い優を受け入れる保育施設がなく途方に暮れていた時、下山と結婚・出産後契約社員扱いになることを嫌って「東洋動画」を辞めた茜が、子守りを申し出た。茜に優を頼み、なつはテレビアニメ『キックジャガー』の作画監督に、坂場は麻子の会社「マコプロダクション」社員になった。
昭和48年。5歳になった優はなつが作画監督を務めるテレビアニメ『魔界の番長』を見たがらず、戦友の下山克己、森田桃代、神地航也が「マコプロダクション」に移籍し「東洋動画」を去っていた。なつは意気を失くし、優のためアニメーター引退まで考え始めたところ、一久は「マコプロダクション」への移籍と次回作への参加を勧める。育ててくれた会社や仲への恩義も感じなつは悩むが、天陽の急逝とその遺作に接し一転移籍を決め、『魔界の番長』を完遂した昭和49年の春に「東洋動画」を退社。新たなスタートを切る。
移籍後すぐに、『大草原の小さな家』が原作の『大草原の少女ソラ』製作が決定し、舞台となる北海道のロケハンを敢行。なつの伝手で十勝の「柴田牧場」へ行き、泰樹から富山から北海道へ移住した当時の話を聞く。その後、帯広の「雪月」を訪ねたなつは亜矢美と数年振りに再会する。
『大草原の少女ソラ』製作はなつ自身の幼少期の思い出も盛り込みながら進み、引退し2児の母になっていた茜、咲太郎の選りすぐった声優たちも参加し、全国放送に漕ぎ着けた。初めのうちは思うように視聴率も上がらず打ち切りも危ぶまれたが、視聴者から殺到したファンレターが不眠不休のアニメーター達を活気づけ、人気が上がるにつれ逆にテレビ局から催促されるまでになって行く。
ある日、ソラのファンだという少女が「マコプロダクション」を訪ねてきた。杉山千夏というその少女の母親は、なつの妹・千遥だった。探し続けて消息さえ掴めなかった千遥は過去と素性を偽って結婚し、小さな店で働く料理人となっていた。愛人を囲って家に居付かない夫と離婚すべきか、その場合娘と暮らせるかと苦悩する彼女の表情は険しく、再会を喜ぶどころではなかった。
なつは咲太郎を連れ、客として千遥の店を訪れた。彼女の作った天丼を味わった二人は、亡き両親の姿を思い出す。千遥も咲太郎から受け取った父の手紙を読んで、その心と暖かな家族の在り様を知った。千遥は壊れた家庭を清算する意思を固め、匿していた生い立ちを夫と姑に明かし、離婚を切り出す。
『大草原の少女ソラ』の放送が終わり、昭和50年8月の夏休みに、なつは千遥らと共に十勝の柴田家を訪れる。その日の夜、十勝地方は台風9号の大豪雨により停電し、バケット・ミルカー（電動搾乳機）とバルク・クーラー（生乳の冷却タンク）が使用不能となるが、家族一丸となって手作業で搾乳し、牛たちの命を救った。
嵐の後、マコプロダクションでは次回作の制作が決定する。なつと坂場は十勝の大地でこれからの夢を語り合った。そして8年後。なつの戦争体験を元にしたアニメ映画「夏空」が作られるのであった。

## 登場人物

### 奥原家
なつの家族。東京・日本橋で料理屋を営んでいた父は出征先の満州で戦死。母は東京大空襲で戦災死。しばらくは幼い子供たちだけで生活するが、やがて各々違う場所で暮らすことになり、一家離散状態となる。
奥原 なつ（おくはら なつ） → 坂場 なつ（さかば なつ）
演 - 広瀬すず（幼少期：粟野咲莉）
本作の主人公で通称「なっちゃん」。1937年（昭和12年）8月15日東京生まれ。戦争で両親を亡くしてからは、兄・妹と信哉とともに暮らし、靴磨きをして収入を得てきた。警察に保護され浅草の孤児院にいた9歳の時、父の戦友である柴田剛男に引き取られ北海道へ行く。十勝にある柴田家で牧場の仕事をしながら学校に通う。兄に手紙を送っても返事が来ず、寂しい気持ちから家出したこともあったが、自分の本当の思い、素直な感情をぶつけ、柴田家の人々の優しさに触れ無事に戻る。
国民学校で見たアメリカの漫画映画や天陽の描く絵に興味を持つ。
泰樹のことを誇りに思い、心から尊敬し、慕っている。高校の入学祝いにもらった懐中時計を宝物にし、大切にしている。1955年（昭和30年）、18歳になったなつは、剛男、富士子を「父さん、母さん」と呼ぶようになり、十勝農業高校畜産科に通って酪農を学びながら家業もよく手伝う。農協加入問題で泰樹を説得するために演劇部に入部し、表現する難しさを学ぶ。東京にいる山田陽平から弟の天陽に贈られた絵の道具をもらい、絵を描き表現する楽しさを再認識する。
1955年（昭和30年）、高校3年の夏休みに富士子と上京し、信哉の協力もあり、浅草六区館で咲太郎と再会する。
上京した際に、陽平にアニメーターの職場を見学させてもらったことやディズニーの「ファンタジア」を見たことでアニメーターになる夢を持つが、泰樹を裏切ってまでアニメーターになるか、家業を継ぐか、苦悩する。しかし阿川弥市郎、砂良との出会いを通じてアニメーターになることを決意。家族にアニメーターになるために東京へ行きたいという本当の気持ちを伝えた。
1956年（昭和31年）の高校卒業後に上京し、アニメーター採用試験に合格するまでということで「川村屋」に住み込み皿洗いの仕事を始める。6月の「東洋動画」作画課のアニメーター採用試験を受けるも、兄咲太郎の助力が仇となり不合格になった。同年9月に同社仕上課の彩色採用試験に合格。東洋動画に入社が決まり、亜矢美と咲太郎が住む店舗兼住居の2階に転居する。12月に再び能力審査に挑むが、不合格となる。
1957年（昭和32年）4月に入社した社員と共に、3度目となる能力審査に挑戦し合格。仕上課から作画課へ異動し、新作『わんぱく牛若丸』で動画を担当する。
1959年（昭和34年）に短編の漫画映画制作が決定したなか、柴田家に現れた千遥に会うために咲太郎と共に北海道に急遽帰省したが、会えずに終わる。帰省の際に結婚した天陽と3年ぶりに再会する。夕見子の言葉をヒントとなり、『ヘンゼルとグレーテル』を原作にした短編映画企画が採用され、初めて作画を担当する。
1963年（昭和38年）、テレビ班に異動し、東洋動画初制作のテレビ漫画『百獣の王子サム』の原画を担当。
1965年（昭和40年）、再び映画班に戻り、坂場が演出をする『神をつかんだ少年クリフ』の原画を担当。同時期に映画が成功することを条件に坂場一久からプロポーズをされ、承諾する。
翌年公開した『神をつかんだ少年クリフ』は不入りとなり、坂場から一度は婚約を破棄されるが、互いの想いを改めて感じ結婚することを決める。
1967年（昭和42年）、十勝で雪次郎・夕見子夫妻と合同で坂場との結婚式を挙げ、西荻窪で一軒家を借りて住む。
1968年（昭和43年）に妊娠・出産。長女・優を産む。その後、仕事を辞めるか悩んでいたが、天陽の絵を見て思い直し、「マコプロダクション」に移籍する。
『大草原の少女ソラ』が放送開始してしばらくの後、二十数年振りに生き別れた妹・千遥と再会。
奥原 咲太郎（おくはら さいたろう）
演 - 岡田将生（幼少期：渡邉蒼）
なつの兄。歌とダンスが得意で、終戦直後は、かつて浅草で習ったタップダンスと歌を路上で披露し喝采を浴びていた。その際に進駐軍からもらった物資を闇市に横流しして収入を得て、妹たちとの生活を支えていた。
12歳の時に孤児院を訪ねてきた剛男から、なつと共に柴田家の世話になることを打診されるが、親戚に預けた千遥のためを思い、なつだけを託す。
ほどなく孤児院を出て、新宿で靴磨きをしていたところを浮浪児たちに襲われて亜矢美に保護される。亜矢美が舞台に立つ新宿の劇場「ムーランルージュ新宿座」で働くが、劇場が倒産。母のように慕う亜矢美をもう一度「ムーランルージュ」の舞台に立たせたいと願い、再建を持ちかける話に乗り、光子を保証人に立てて10万円を借金。しかし詐欺と判明し、金を返せず新宿から姿を消す。1955年（昭和30年）までなつに連絡を入れることもなかったために行方不明扱いされていたが、信哉の調査でストリップ劇場の「浅草六区館」で働いていることが判明。前座で舞台に立った際に、探しに訪れたなつと再会したが、借金のことをなつたちに隠していた。松井からもらった高級時計を質入れした時に盗品と判明し逮捕されるが、ほどなく無実が証明され釈放される。その後、新劇の劇団「赤い星座」で舞台製作に携わり、看板女優の亀山蘭子の付き人を務める。
1959年（昭和34年）、「赤い星座」を辞めて、外国映画の吹き替え要員（声優）を派遣する「風車プロダクション」を設立し、事業を始める。
人のためを思って行動を起こすが、空回りをして周囲を騒がせることがある。
1966年（昭和41年）に、なつが坂場からプロポーズされるも映画が失敗に終わったことを理由に婚約破棄されたことを知らされると激怒。「風車」へ謝罪に訪れた坂場に怒りをぶつけるが、彼が反省して改めて彼女にプロポーズしたことから承諾した。
1967年（昭和42年）になつが結婚したあと、光子と結婚。
岡田は「エンタメOVO」のインタビューで、咲太郎となつ兄妹は「男はつらいよ」シリーズの主役・寅さんとその妹・さくらをイメージしていることを明かしている。
奥原 千遥（おくはら ちはる） → 光山 千遥 → 杉山 千遥 → 奥原 千遥）
演 - 清原果耶（幼少期：田中乃愛）
なつの妹。終戦直後、咲太郎・なつと共に生活していたが、5歳の時に千葉に住む母の従姉妹・川谷としの家に預けられた。その後、咲太郎が手紙を出したものの「（千遥に）里心がつく」との理由で連絡や接触を断られ、さらに川谷家が転居したため所在不明となる。
1957年8月、信哉の尽力で川谷家の転居先が判り、なつと咲太郎が船橋の家を訪ねたところ、12年前の6歳時に家出し行方不明であることが判明する。
1959年夏、「柴田牧場」に突然なつを訪ねて現れた。柴田家の人々と交流し、東京のなつ・咲太郎と電話で言葉を交わした。翌朝牛の搾乳中に知らせを聞いて訪れた佐々岡信哉が、無断で彼女を撮影すると酷く動揺し、翌早朝なつと咲太郎が柴田家に駆け付ける直前に黙って姿を消した。その後なつと咲太郎に宛て送った手紙で、家出後に通りすがりの復員兵に拾われて東京に行き、置屋を営む光山なほ子に預けられたこと、彼女の養女になって芸者の修行をしたこと、18歳になり杉山家の次男・杉山清二との結婚が決まったこと、浮浪児だった過去を隠すため家族と絶縁するようなほ子に命じられたこと、自分だけが幸せになることを気に病み柴田家を訪ねたことを告白する。
1973年（昭和48年）、長女の千夏を「マコプロダクション」へ連れて行き、その帰りになつと二十数年振りに再会を果たした。
神楽坂の料理店「御料理 杉の子」の女将兼料理人。料亭「杉乃家」の親方である義父の春雄から料理を仕込まれ、調理師免許を取得した。
清二が愛人を作って家に戻らなくなったため、離婚を決意。なつと咲太郎を「杉の子」へ呼び、養母なほ子に2人を会わせた上で杉山親子に過去の経歴を全て話した。離婚して「杉の子」を辞めることを告げるが、義母から離婚しても「杉の子」の女将は続けて欲しいと頼まれた。
なつたちの父（声） / 語り
演 - 内村光良
出征前は日本橋で小さな料理屋を営む料理人だった。
満州に出征中に剛男と親しくなり、どちらかが戦死したら、その家族に残した手紙を届ける約束をした。その後戦死。
絵が上手で、部隊では色々な似顔絵を描いて慕われていた。
なつたちの母（回想）
演 - 戸田菜穂
東京大空襲で亡くなった。
なつの父がかつて働いていた浅草の料亭の女中をしており、そこで知り合って後に結婚した。

### 北海道・十勝

#### 柴田牧場
柴田 泰樹（しばた たいじゅ）
演 - 草刈正雄
十勝の音問別にある「柴田牧場」の牧場主。剛男が連れて来たなつを"赤の他人"と呼び、養ってもらう以上早朝から働けと命じた。熱心に働くなつに愛着を感じ、彼女を牧場の後継者にしようと考える。
富山県出身。幼い頃に両親をはやり病で亡くし、親戚の養子になったが馴染めず、1902年（明治35年）18歳の時に単身十勝に入植した。晩成社で学び、原野を開墾して稲作を試みるも土壌に合わなかったため酪農を始める。十勝川の氾濫で牛舎を流され、1922年（大正11年）音問別に移住した。間もなく妻が病死し、娘の富士子を男手一つで育てた。晩成社のバター作りに憧れている。
甘いものに目がなく、帯広の「雪月」の常連。
一生懸命に働くなつを家族として認める。自分の夢を語るなど実の孫のように可愛がるようになる。
山田家の開墾に協力、やり方に不満を持っていた農協に加入するなど、なつの思いを真剣に受け止める。
山田家の牛の牛乳の卸値を知り、演劇コンクール十勝地区予選大会の演劇を見て自分の考え方を改め農協に加入することを決意する。
なつが高校3年生時、なつを柴田家の家族にして「柴田牧場」を継がせたい思いから、照男になつとの結婚をけしかけなつにも打診するが、2人に断られ、なつを傷つける結果となる。なつが上京を願っていることを知ったときは悲しんだが、漫画映画を作る夢を知り、背中を押す。
本編最終回、彼が牧草の上で眠るシーンは「あしたのジョー」の最終回を彷彿とさせる演出で生死不明だったが、1か月後に放送された「なつぞら スピンオフ 秋の大収穫祭」に出演した草刈正雄が「わしだって、まだまだやれるんじゃ。なして亡くなったんだ、俺が？」と叫んだことで、死んでいたことが判明した。
柴田 富士子（しばた ふじこ）
演 - 松嶋菜々子
泰樹の一人娘。19歳で剛男と結婚。剛男が連れて来たなつを優しく受け入れ、彼女の本当の親になれるかと剛男と共に真剣に考えている。咲太郎に手紙を送るための切手代を貸してほしいと頼んだなつに対して、自分の気持ちを隠さず素直になって欲しい、手紙など何通でも送ればいいと叱咤した。農協加入問題の時には、泰樹の過去の出来事と気持ちをなつに語る。泰樹が照男となつの結婚を画策した時は二人の母親として猛反対した。なつがアニメーターになる夢を家族に言えないときになつの思いを察していた。
1967年（昭和42年）、結婚するなつにレシピを記したノートを贈り、なつの出産時には泰樹と共に駆けつけた。
柴田 剛男（しばた たけお）
演 - 藤木直人
なつの父奥原の戦友。戦死した奥原との約束に従い、復員後奥原から託された手紙を届けるために彼の家族を探し、奥原兄妹と出会った。
家族の事情で高等小学校を中退し、北陸から北海道に渡ってきた。その後「音問別農業協同組合」に勤務する。同郷のよしみで富士子の見合い相手候補の引き立て要員として加えられたが、富士子は剛男を一番気に入り結婚した。婿養子のため義父の泰樹に対して頭が上がらず、存在感が低い。1955年（昭和30年）、牛乳を農協へ納入することを拒む泰樹と鋭く対立した。
柴田 照男（しばた てるお）
演 - 清原翔（幼少期：岡島遼太郎）
剛男の長男。
自分は薪割りの仕事しか与えられない一方、なつが泰樹から酪農の仕事を教えられることに嫉妬し、自分が祖父に信頼されていないと思い込む。家出をしたなつが見つかり、家族と打ち解け合えるようになったのを見て、自分にも酪農を教えて欲し泰樹に懇願し、以後、酪農仕事に積極的に関わっていく。泰樹から、なつとの結婚をけしかけられるが、結局妹としてしか見られず泰樹に辞退を申し出る。自分の想いを押し込めている天陽がなつに告白するよう「開拓青年団スキー大会」でスキーで対決し、勝利する。
吹雪の中で倒れたなつを助けた弥市郎に礼を言うため阿川家に訪れた際に娘の砂良に出会い、一目惚れする。牛乳やバターの差し入れを口実に砂良に会いに行くようになり、プロポーズし結婚した。
後に泰樹の後を継いで「柴田牧場」を日本一の牧場にすべく近代化に取り組む。1975年（昭和50年）夏、坂場家一家と千遥母娘が柴田家に帰省した翌日の夜に未曽有の大嵐が北海道地方を襲い、停電のためミルカー（搾乳機）とバルククーラー（冷蔵貯蔵タンク）が全く機能しなくなった。牛達が乳房炎になる危機に瀕し途方に暮れたが、泰樹の叱咤により柴田家と従業員全員で必死に手作業で搾乳した結果、牛はすべて無事だった。電力頼みの搾乳を反省し、牛舎の建て替えはまだ時期尚早だと紗良に語った。
柴田 夕見子（しばた ゆみこ）→ 小畑 夕見子（おばた ゆみこ）
演 - 福地桃子（幼少期：荒川梨杏）
剛男の長女でなつと同じ1937年（昭和12年）生まれ。
酪農家の娘にも拘わらず牛と牛乳が嫌いだが、なぜか乳製品や牛乳を使った料理（石狩鍋など）は好んで食べる。父譲りの勉強家だが、家事は一切手伝わない。居候のなつに両親が優しくすることに嫉妬心を抱くが、剛男から「もし自分が戦死したならお前はなつと逆の立場になっていたかもしれない、夕見子がなつの人生を変えられるかもしれない」と説得され、なつを身内として受け入れる。なつとは別の普通科の高校に通い、なつが演劇のことで悩んでいる時には応援して励ました。
自由に生きることに憧れ、1956年（昭和31年）春に北海道大学文学部に進学する。3年生在学時、先輩の高山昭治と駆け落ちして上京したが間もなく関係が破綻した。迎えに来た泰樹が高山を"抹殺"した後一緒に北海道に戻る。大学を卒業後、音問別農協に就職した。
1966年（昭和41年）、なつと一久が婚約を報告のため「雪月」を訪れた際に雪次郎が手がけた新作洋菓子「おバタ餡サンド」の試食会が開かれた。その席で雪次郎からプロポーズされるが、過去に駆け落ちした後ろ暗さから断ろうとした。しかし雪次郎の気持ちは揺るがず、承諾し結婚した。1967年（昭和42年）、坂場夫妻と合同結婚式を挙げた。1968年（昭和43年）、なつと同時期に妊娠、長男・雪見を儲ける。
柴田 明美（しばた あけみ）
演 - 鳴海唯（幼少期：吉田萌果、少女期：平尾菜々花）
剛男の次女。1944年（昭和19年）生まれ。夕見子の7歳年下。1955年（昭和30年）の時点では、11歳の小学生。家事を積極的に手伝うしっかり者で、なつを実の姉のように慕い、寝ているなつに雪をかけたりするお茶目な面もある。成長後は夕見子に似た勝ち気な女性になった。1966年（昭和41年）時点では大学生、1973年（昭和48年）時点では放送局の社員で佐々岡信哉の部下。富士子から「就職先に良い男性はいないのか」と尋ねられるが、結婚する気は無い様子。
柴田 地平（しばた ちへい）
演 - 小林颯（幼少期：吉田隼）
照男と砂良の長男。
柴田 拓男（しばた たくお）
演 - 吉田奏佑
照男と砂良の二男。
戸村 悠吉（とむら ゆうきち）
演 - 小林隆
「柴田牧場」の従業員。
貧しい開拓者一家の八男として生まれ、幼い頃奉公に出された。泰樹の下で酪農を覚え、彼を"おやっさん"と呼んで慕い、息子の悠吉とともに「柴田牧場」を大きくしたいと願う。なつとは初対面から気が合い、酪農の仕事を熱心に教えた。佐々岡信哉がなつを訪ねて来た時には彼女を連れて行かれると思い、止めようとした。
戸村 菊介（とむら きくすけ）
演 - 音尾琢真
「柴田牧場」の従業員。悠吉の息子。1946年（昭和21年）5月時点で28歳。悠吉同様なつに対して親切に接する。
スキーが得意で、「開拓青年団スキー大会」の戦後初代優勝者。

#### 菓子屋 雪月（せつげつ）
先代より帯広に店を構える菓子屋。喫茶を併設する。十勝産の牛乳やバターを生かした創作菓子を開発・販売する。
小畑 雪之助（おばた ゆきのすけ）
演 - 安田顕
「雪月」の店主。戦前の1931年（昭和6年）、17歳の時に上京し、新宿「川村屋」で5年間修業した経験がある。先代の父を継いで店主となる。
十勝産のバターを使った「バター煎餅」など、新商品の研究・開発に余念がない。
雪次郎が役者になることを当初は強く反対していたが、雪次郎の芝居に対する熱意を理解して受け入れる。
なつと雪次郎が高校生の頃には山田天陽が描いた牧場の絵 を譲り受けて店内に飾り、物語終盤ではお菓子の包装紙用の絵を天陽に依頼する。
小畑 とよ（おばた とよ）
演 - 高畑淳子
雪之助の母。雪次郎の祖母。歯に衣着せぬ毒舌家で、余計なことを言う性格。泰樹の昔馴染み。
役者になる夢を持つ雪次郎の背中を押した。
小畑 妙子（おばた たえこ）
演 - 仙道敦子
雪之助の妻。雪次郎の母。
演劇コンクール十勝地区予選大会の時に配るアイスクリームに最中を使うアイディアを提案し、とよに採用される。
小畑 雪次郎（おばた ゆきじろう）
演 - 山田裕貴（幼少期：吉成翔太郎）
雪之助と妙子の一人息子。とよの孫。夕見子に恋する。
十勝農業高校に通うなつのクラスメイト。演劇部に入っており、仲がいいなつが演劇部に入るきっかけをつくる。
高校卒業後は「雪月」を継ぐため、なつと一緒に上京し、「川村屋」で菓子職人を目指して修行する。
劇団「赤い星座」の舞台を観てからは、役者になることを決心してオーディションを受け合格。「川村屋」をやめることを家族から反対されるが、役者になりたいという強い思いを理解してもらう。
1959年（昭和34年）、劇団「赤い星座」に所属しながら、咲太郎が設立した声優プロダクションにも所属する。外国映画の吹き替えで訛りが出て失敗する。
仲間から誘われた新劇団への参加を断り、1963年（昭和38年）10月の舞台『かもめ』でトレープレフを演じた後。舞台の千秋楽後に蘭子の家へ招かれた際、彼女に愛を告白するが厳しく拒絶されると同時に演技を酷評されてしまう。そのことで役者業を辞め、菓子屋に戻るため帯広の実家に帰る。
1966年（昭和41年）、新作洋菓子の試食会で夕見子にプロポーズする。
1967年（昭和42年）、なつ・坂場夫妻と合同で夕見子との結婚式を挙げる。
1968年（昭和43年）、夕見子が長男・雪見を出産。
小畑 雪見（おばた ゆきみ）
演 - 嶺岸煌桜
雪次郎と夕見子の長男。1968年（昭和43年）に誕生。

#### 山田家
東京から開拓団（拓北農兵隊）として移住してきた。1946年（昭和21年）に泰樹や近隣住民らの助力で荒れ地を開墾・整地し、1955年（昭和30年）の時点ではジャガイモ農家として生計を立てつつ、剛男の助言により農協の支援を受けて酪農を始める。
山田 正治（やまだ せいじ）
演 - 戸次重幸
天陽の父。荒れ地での耕作を断念し、1946年（昭和21年）の時点では郵便配達員をしており、なつと出会う。貧しい中、長男の陽平に絵の具を買っていた。開拓の見込みが立たず、離農して東京に戻る決意をするが、十勝を愛する天陽の反対やなつの懇願、協力を申し出る泰樹の叱咤で考えを変える。
なつが陽平の勤め先である「東洋動画」に入ることを目指していると知り、安心する。
天陽が亡くなってのち、生活のためにやむなく天陽の絵画を売ろうと考える。
山田 タミ（やまだ タミ）
演 - 小林綾子
正治の妻。近所の畑を手伝って家計を支えてきた。天陽になつのことは忘れるように諭した。
山田 天陽（やまだ てんよう）
演 - 吉沢亮（幼少期：荒井雄斗）
なつが入学した国民学校の同級生。兄と同様に絵を描くことが好きで、なつと出会った頃は、死んだ愛馬の絵を描いていた。東京出身を同級生から悪く言われたなつを庇ったことを機に彼女の親友になった。以後二人で絵を描くようになり、なつに好意を寄せる。農業を諦め東京に帰ろうとする父に十勝で農業をしたいと懇願し、荒れた土地を皆と開墾した。1955年（昭和30年）高校へは進学せず、北海道で生きていくことを決め、農業に従事しながら絵を描き続けた。なつが演劇部の舞台に立った際にはなつに請われてベニヤ板に大胆な書き割りを描いた。なつの漫画映画への強い思いとアニメーターに興味を抱いていることを感じ、気持ちを封印しようとするが、「開拓青年団スキー大会」で照男に負けたことから、なつに想いを告げることを決める。しかし、なつが上京しアニメーターになることを決め、その夢を応援するためになつへの想いを諦め、背中を押す。なつの送別会の席でなつへの思いを告白した。
馬の絵で、第29回十勝美術展で受賞。
1958年（昭和33年）の冬に靖枝と結婚。
1966年（昭和41年）、靖枝との間に第1子が誕生。
1973年（昭和48年）風邪をこじらせ入退院を繰り返す。死期を悟り、無断で病院から抜け出して家に戻り、前年に死んだ愛馬の絵を完成させた直後になつとの思い出の地であるジャガイモ畑で倒れ死亡。享年36。その後優を伴って帰省したなつの夢枕に現れ、仕事への情熱を失いかけていた彼女を激励した。
大森寿美男はインタビューで画家の神田日勝がヒントになったと述べている。
山田 陽平（やまだ ようへい）
演 - 犬飼貴丈（幼少期：市村涼風）
天陽の兄。中学生時は美術部に所属。1955年（昭和30年）には奨学金を受けて東京の芸術大学で学びながら、大学の先輩・仲が働く「新東京動画社」で漫画映画の制作を手伝っていた。大学卒業後、同社を吸収合併した「東洋動画」の採用試験を受けて正式に入社する。美術課。背景美術担当。
「新東京動画社」時代になつを作業現場見学に連れて行ったことが彼女がアニメーターを目指すきっかけとなり、なつに度々助言する。後に「マコプロダクション」に転職し、美術監督を担当する。
山田 靖枝（やまだ やすえ）
演 - 大原櫻子
天陽の妻。十勝の開拓農家の娘。天陽とは良子らがやっている青年団の演劇を手伝っていたときに知り合って結婚した。1966年（昭和41年）時点で天陽との間に第1子が誕生し、後に第2子が授かる。
天陽が死んだ後、正治が彼の絵画を売って生活費に充てようとしていることを知った際には猛反対して止めさせる。その後も離農せず、山田家を支え続ける。
山田 道夫（やまだ みちお）
演 - 中川望
天陽と靖枝の長男。
山田 彩子（やまだ さいこ）
演 - 古川凛 （乳児期：村田みゆ）
天陽と靖枝の長女。

#### 十勝農業高校
倉田 隆一（くらた りゅういち）
演 - 柄本佑
国語の教諭で演劇部の顧問。演劇に対し熱い思いを抱いている。「魂」という言葉が好き。農協加入をめぐる泰樹と剛男の反目に悩むなつを強引に演劇部へ入部させた。雪月で見た天陽の牧場の絵を気に入り、演劇部で上演する戯曲『白蛇伝説』の背景画を彼に依頼した。
北海道川西農業高等学校（現・北海道帯広農業高等学校）の元教諭で、同校演劇部の顧問を務め高校演劇の全国大会で優秀な成績を残した劇作家・文筆家の海保進一がモデル。
居村 良子（いむら よしこ） → 門倉 良子（かどくら よしこ）
演 - 富田望生
なつのクラスメイトで親友。親は十勝の酪農家で、祖父は徳島県出身。男らしい男子がタイプ。
なつが入部した後に裏方としてに演劇部に入る。舞台衣装を全て作ってしまうほど手芸が得意。「白蛇伝説」のラストシーンで白蛇の役で登場したが、肥満体型であるため蛇には見えず、雪次郎が演じたポポロから「何だ、牛か」と言われて「牛じゃねえ！白蛇だ！モ～！」と叫んだ。高校卒業時に門倉にプロポーズされ断るが、後に彼と結婚した。高校卒業後も青年団で演劇を続けている。
なつが結婚報告をしに帰郷して「雪月」で再会した際に、第3子を授かっていることを明かした。
門倉 努（かどくら つとむ）
演 - 板橋駿谷
農業科の3年生で、校内では「番長」と呼ばれている。祖父は香川県出身。
事あることに農業高校をPRする「Future Farmers of Japan（FFJ）の歌」を熱唱する。
密かに思いを寄せるなつが演劇部に入ったと知り、裏方として入部した。「演劇コンクール十勝地区予選大会」で「白蛇伝説」の村長（むらおさ）を演じるが、緊張で台詞が飛んでしまい、血迷って「FFJの歌」を唄い出した。観客からは大いに受けたが、それが原因で十勝農業高校演劇部は地区予選で敗退した。大会終了後なつにプロポーズしたが断られる。卒業後は良子にプロポーズしこれも断られたが、後に彼女と結婚して3人の子供に恵まれた。良子の実家の牧場を継いでいる。
演劇部員
高木 勇二（たかぎ ゆうじ）
演 - 重岡漠
黒縁メガネをかけた男子生徒。村長（むらおさ）役に抜擢されたが貫禄が足りず、門倉に役を奪われた。
石川 和男（いしかわ かずお）
演 - 長友郁真
橋上 孝三（はしがみ こうぞう）
演 - 山下真人
不良のような生徒
演 - ジャッカル
門倉の子分の1年生。
太田 繁吉（おおた しげよし）
演 - ノブ
畜産科の教諭。

#### 北海道・十勝のその他の人々
阿川 弥市郎（あがわ やいちろう）
演 - 中原丈雄
元教師。東京大空襲で妻を亡くした。戦時中子供たちに軍国主義教育して来たこと負い目から教職を辞めた、一人娘の砂良を連れて十勝に移住。以後は他人との交流を一切絶ち、森の奥で木彫りの工芸品を作ってひっそりと暮らしていた。なつが通う十勝農業高校の倉田教諭と親しい。
阿川 砂良（あがわ さら） → 柴田 砂良（しばた さら）
演 - 北乃きい
弥市郎の娘。森の奥で父と二人で生活している。ある日オショロコマを獲りに行った帰りに吹雪の中で倒れていたなつを偶然発見、救助した。それがきっかけで阿川家は柴田家・山田家と親しく交流するようになった。それから程なく"ラブレター熊"の扮装で鮭を持って訪れた柴田照男から「喰うことだけは困らせない」とプロポーズされた。その際照男に銃を向けて「撃つか？」と尋ねた弥一郎に、「撃つ時は自分で撃つから」と言って彼と結婚した。1959年（昭和34年）なつが帰省したときには妊娠中だった。
花村 和子（はなむら かずこ）
演 - 岩崎ひろみ
なつが転入した音問別国民学校の担任教師。校内の映画会で米国漫画映画『ポパイ』を上映し、なつがアニメーションの道を目指すきっかけとなった。。
校長先生
演 - 大塚洋
音問別国民学校の校長。
音問別国民学校の生徒
大作（だいさく）
演 - 増田怜雄
実幸（みゆき）
演 - 鈴木翼
さち
演 - 伍藤はのん
田辺 政人（たなべ まさと）
演 - 宇梶剛士
音問別農業協同組合の組合長で、十勝地区農業協同組合長会組合長。十勝を全国一の酪農王国にすることを夢見る。乳業メーカーが零細酪農家の牛乳を安く買い叩いている現状を憂慮し、規模の大小に関わらずすべての酪農家が共存共栄出来る社会を作ろうとする。「柴田牧場」の牛乳を農協に納入させるべく、職員の剛男を通じて泰樹への説得工作をした。後年十勝協同乳業で作ることになった「たんぽぽバター」の商標制作をなつに依頼した。
村松（むらまつ）
演 - 近江谷太朗
乳業メーカー社員。十勝で最大の「柴田牧場」が農協に牛乳を納入することを阻止するため、富士子に「奥様封筒」（賄賂）を渡そうとした。
大清水 洋（おおしみず ひろし）
演 - 森崎博之
十勝支庁長。十勝の人々が酪農にかける熱い思いに触れ、農協の工場設置届出書を受理した。
組合長
演 - 大森輝順
音問別農協組合員
演 - 杉本凌士、坪内守、大塩ゴウ

### 東京・新宿

#### おでん屋 風車（ふうしゃ）
岸川 亜矢美（きしかわ あやみ）
演 - 山口智子
「風車」の女将。陽気な性格で面倒見が良い。元新宿の劇場「ムーランルージュ新宿座」花形ダンサー。25歳の時に、彼女のファンだった早稲田の学生・伊崎が書いたレビューの台本が採用されて次々にヒット。ソロでも起用され始め、劇場のトップスターの座に上り詰めた。相思相愛となった伊崎は学徒出陣で出征して戦死し、悲恋に終わった。
戦後再興した劇場が倒産した後は新宿の路地裏におでん屋「風車」を開店した。店名はモンマルトルのキャバレー「Moulin Rouge」に因む。
戦後の闇市で袋叩きに遭っていた咲太郎を助け、母親代わりに自宅で養育して来たが、彼が成長するにつれ次第に異性として意識するようになった。なつが「東洋動画」に就職してからは彼女を呼んで3人で暮らす。なつを着せ替え人形のように扱い、毎日自分の服を着せて派手な装いで出勤させた。なつが結婚して間もなく新宿の再開発計画が持ち上がり、立ち退きを迫られる。角筈屋の茂木に移転先探しを頼んだが、元青線地帯で酒場が密集するゴールデン街にしか見つからなかった。咲太郎が光子と結婚したことにショック受け新宿を去ることを決意。1967年（昭和42年）8月15日、二人の結婚となつの誕生日を祝う会を開いた後「風車｣を畳み、忽然と姿を消した。その後は店の再興資金を作るため「フーテンの亜矢美」と称して鹿児島から発して全国を渡り歩いた。
「マコプロ」の一同が『大草原の少女ソラ』のロケハンで十勝へ来た際、たまたま「雪月」を訪れてなつ達と再会。暫く小畑家に住み込みで働いたが、翌年春に『雪月』を辞めて再び旅に出た。やがて開業資金が十分溜ったため満を持して新宿に戻り、新宿御苑の近くで歌って踊れるおでん屋を開店した。
風車の常連客
演 - 小杉幸彦
風車の客（落語の師匠と弟子）
演 - 柳家喬太郎、吉橋航也
亜矢美に言わせると大した客じゃない。

#### ベーカリー兼カフェ 川村屋
独立運動で国を追われて来日し、先代マダム（光子の祖母）が保護したインド人革命家（ラス・ビハリ・ボースと思われる）が伝えた本場のカリーを提供する。先代マダムが絵画が好きだったことから、昔から芸術家が集う。
同店のモデルはベーカリー兼レストラン「新宿中村屋」ではないかと木俣冬は推測している。
前島 光子（まえじま こうこ） → 奥原 光子（おくはら こうこ）
演 - 比嘉愛未
川村屋オーナー。先代マダム（祖母）、父の意志を継いで二代目マダムとなる。
咲太郎が育ての親亜矢美のために「ムーランルージュ新宿座」を買い戻そうと10万円を借金した際の保証人を引受けたが、買い戻しの話は詐欺で、咲太郎は金を騙し取られたうえに失踪したため借金の肩代わりさせられる。信哉の案内でなつと富士子が上京・来店した際、咲太郎の居場所を突き止める絶好のチャンスだと思い、両人を厚遇する。藤田正士から咲太郎の借金の理由を聞き、彼を許す。新宿は新しいことに挑戦したい「文化の開拓者」が集う街だと言い、アニメーターを目指して上京したなつを歓迎した。1967年（昭和42年）、咲太郎との結婚を機に「川村屋」の経営を野上に譲り、咲太郎が起業した「風車プロダクション」の経営を手伝うことを決める。
川村屋のマダム時代の登場シーンでは常にエキゾチックなドレスに身を包んでおり、その際店内にインド風音楽が流れた。
野上 健也（のがみ けんや）
演 - 近藤芳正
川村屋の給仕。先代マダム時代の1912年（大正元年）から「川村屋」に勤務する。小僧からのたたき上げで、「カレー」を「カリー」と呼ぶことにこだわっている。光子に借金を押付けた咲太郎を憎み、なつには常に皮肉な物言いをする。1967年（昭和42年）、咲太郎と結婚を機にマダムから「川村屋」の経営と人材の育成を託された。
杉本 平助（すぎもと へいすけ）
演 - 陰山泰
職長（料理長）。雪次郎の上司。
三橋 佐知子（みはし さちこ） → 島田 佐知子（しまだ さちこ）
演 - 水谷果穂
ウエイトレス。なつが川村屋で働いた際の従業員寮のルームメイト。咲太郎を慕っている。疎開中に空襲で親と死別した。咲太郎をともに新宿で生き抜く「同志」と語る。彼女を咲太郎から遠ざけようとした光子の勧めで見合いをし、結婚した。

#### 東京・新宿のその他の人々
煙 カスミ（けむり かすみ）
演 - 戸田恵子
クラブ「メランコリー」の歌手で、元「ムーランルージュ新宿座」の歌手。
なつに亜矢美を紹介する。
なつが「マコプロダクション」へ移籍後初仕事となる、『大草原の少女ソラ』の主題歌を歌う。
土間 レミ子（どま れみこ）
演 - 藤本沙紀
煙カスミの付き人。咲太郎を慕っている。
『赤い星座』の劇団員となり、その後咲太郎の声優プロダクションに所属。『ヘンゼルとグレーテル』で声優デビューし、男の子役として売れっ子声優となった。『大草原の少女ソラ』ではレイを演じた。
煙カスミのバックバンド
演 - 吉田建、犬山修、Ryo Yamagata、石井裕太、藏持智明、寺谷光
茂木 一貞（もぎ かずさだ）
演 - リリー・フランキー
新宿の書店「角筈屋」の社長。なつが東京から離れている間の咲太郎の手がかりを教えてくれる。アニメーターになったなつにディズニーの技法書と英和辞典を贈る。
木俣冬は、「角筈屋」のモデルは「紀伊國屋書店」ではないかと推測している。
藤田 正士（ふじた まさし）
演 - 辻萬長
「藤正組」の元親分。「ムーランルージュ新宿座」の元支配人。通称「藤正親分」。
咲太郎が「風車プロダクション」を立ち上げる際、強引に島貫健太と松井新平を雇わせた。
東京の住人
演 - 長谷川智樹、福井健吾

#### 東洋動画スタジオ
「東洋映画」が日本初の総天然色・長編漫画映画を製作するために「新東京動画社」を吸収・合併して、1955年（昭和30年）に設立されたアニメ制作会社。社屋は3階建てで、2階に作画課や美術課、3階に仕上課があり、1階には製作課のほか録音スタジオや撮影スタジオなどがある日本初の大規模なアニメーションスタジオ。
ドラマでの社屋外観は、豊島区西池袋にある「婦人之友社」の社屋を撮影した映像が使われている。

##### 作画課
仲 努（なか つとむ）
演 - 井浦新
アニメーターのリーダー。原画担当。日本初の長編アニメーションの作画監督。
昭和38年夏、山田陽平の誘いで「新東京動画社」を見学に訪れたなつと出会う。彼女の感受性を高く評価し、アニメーターを目指す上で度々手助けをした。時点の役職は作画課長。
なつは仲を尊敬し、彼に迷惑がかかる事を心配して退社をためらっていたが、仲はなつの真意を聞いて快く送り出し、なつをはじめかつての同僚達が移籍先で作り上げた『大草原の少女ソラ』も感慨深げに見守りつつ、『ソラ』に登場した馬をもっと愛嬌を持たせて描き出した。仲自身も『ソラ』に加わりたかったのか、それともなつ達に対するライヴァル心の表われかは、ドラマでは語られていない。
大沢 麻子（おおさわ あさこ）
演 - 貫地谷しほり
アニメーター・セカンド。原画・動画担当。
美術大学出の敏腕アニメーター。サバサバした性格で、アニメーションに対する思いは人一倍強い。なつが入社した当初は、毎日亜矢美に借りた派手な服を着て出社する彼女を男探しに来ていると誤解して不快感を露わにしたが、なつの素質をいち早く見い出して彼女が作画課へ異動する道を拓く。1959年（昭和34年）、なつとともに短編映画『ヘンゼルとグレーテル』の原画を担当。製作が終わった後「東洋動画」を退職し、学生時代から交際していた建築家と結婚してイタリアへ移住した。
1968年（昭和43年）、坂場が演出した『神をつかんだ少年クリフ』に感動し、アニメ製作の現場に復帰を決意。日本に帰国し、自宅がある吉祥寺で、アニメーション製作会社「株式会社マコプロダクション」を起業し、数人のアニメーターを雇い下請け業務を行いつつ、「東洋動画」を辞めたり居場所や意欲を失った元同僚たちに入社を促し、迎え入れていく。設立後すぐに下山が移籍し、兼業主夫となっていた坂場をスカウト。昭和47年に桃代も移籍する。1973年（昭和48年）東洋動画より神地が移籍。創業以来温めていたテレビアニメ『三代目カポネ』の企画を数年越しで製作するも、一社単独で請け負う事が出来ず、『大草原の小さな家』アニメ化にあたっては単独製作にこだわり、優れた人材を求めなつに白羽の矢を立てた。なつは翌年陽平とともに移籍した。
結婚生活で“子供が出来なかった”心残りから、子育てと仕事の両立に苦心するなつの世話を焼き、子守り募集のチラシ描きを手伝い、保育園からあがった優を会社に連れて来させ、忙殺されているなつに代わり手の空いたスタッフに面倒をみさせた。
『大草原の小さな家』を発展させた『大草原の少女ソラ』ではプロデューサーとして局やスポンサーとの間に立つだけでなく、動画チェックも手伝い、放送が始まり人手不足が深刻になると、現場から退いて久しい茜も招聘。マコプロダクションで働く夫婦を二組に増やした。
『大草原の少女ソラ』放送が佳境に入りアイディアとクオリティを尊重した結果、納期に間に合わないほど製作は遅れたが、放送休止だけは辛うじて免れ、最終回に至った。放送初期に視聴率の悪さをはじめとする局からの厳しい意見を一身に受けたのも、また山ほど届いた熱烈なファンレターを誰より喜んだのも麻子であった。番組スポンサーの「ミルコス」から次回作での協賛も確約を取り、十勝で休暇を過ごす一久に帰京を急かす麻子の手には、児童文学『クオーレ』があった。
通称「マコさん」
神地 航也（かみじ こうや）
演 - 染谷将太（手元吹き替え：伊奈透光）
作画試験トップの成績で入社したなつの後輩。世界で通用するアニメーション作りを志している。坂場が要求する複雑な場面を瞬く間に描き上げる腕前の持ち主で、入社早々に短編映画『ヘンゼルとグレーテル』の絵コンテと原画を担当する。また、数々の奇想天外な提案も脚本に採用された。茜に恋心を抱いていたがかなわず、「マコプロダクション」移籍後も独身を貫いていたが、『大草原の少女ソラ』放送終了後桃代にプロポーズして結婚した。
通称「神っち」。
三村 茜（みむら あかね） → 下山 茜（しもやま あかね）
演 - 渡辺麻友
なつより一足先に合格したアニメーター。なつの同僚で動画担当。
1963年（昭和38年）、なつとともにテレビ班に異動する。1964年（昭和39年）、下山のプロポーズを受けて結婚し、仕事もそのまま続ける。1965年（昭和40年）、なつとともに再び映画班に戻る。1967年（昭和42年）、第1子を妊娠。出産後は契約社員になっため東洋動画を退職。出産した女児は下山によって「明子（めいこ）」と名付けられた。優の保育園が決まらなかったため、なつが仕事をしている間は優を預かる。1972年（昭和47年）、第2子を産む。
1974年（昭和49年）、大沢麻子の誘いで動画チェッカーとして「マコプロ」に入社。二児を母親に預け、昼間のみ『大草原の少女ソラ』製作に加わった。
下山 克己（しもやま かつみ）
演 - 川島明（麒麟）（手元吹き替え：伊奈透光）
アニメーター・セカンド原画・動画担当。元警察官という異色の経歴の持ち主で、話し相手に向かって拳銃を撃つポーズをして「バン！バン！」と叫ぶ癖がある。後輩の面倒見も良く、なつが作画で行き詰まった際、しばしば道標を示して助けた。アクションやユーモラスな動きの作画で独特の持ち味を持つ。『わんぱく牛若丸』で、部署内で下山を中心にした若手の作画班（通称：下山班）が編制される。1964年（昭和39年）、長編映画『神をつかんだ少年クリフ』の作画監督に抜擢される。同年茜と結婚した。1968年（昭和43年）「東洋動画」を退社し「マコプロダクション」に移籍（引き抜き第1号）。1973年（昭和48年）、作画監督を務めた『三代目カポネ』が放送された。なつの服装に関心を持っており、毎日スケッチしている。毎日違う服装で出社していたなつが、ある日以前と同じ服で出社した時には心配して声を掛けた。
「雪月」で岸川亜矢美と会った際、彼女は彼を"下山っち"と呼んだ。
井戸原 昇（いどはら のぼる）
演 - 小手伸也
アニメーター。原画担当。
なつが描いた白蛇の動画を高く評価し、採用した。1963年（昭和38年）夏時点の役職は製作部長。
1966年（昭和41年）夏の『神をつかんだ少年クリフ』公開時には映画部長となっていた。同作の興行成績不振の責任を負わされそうになったが、坂場が全責任を被って辞職したことで更迭を免れた。
堀内 幸正（ほりうち ゆきまさ）
演 - 田村健太郎
アニメーター。動画担当。
退職した茜に代わって『魔法少女アニー』の作画を担当し、その際結婚していたことが明かされた。
西部祐子（にしべ ゆうこ）
演 - 外園ゆう
アニメーター
演 - 宮﨑菜々子、尾崎圭志、吉野史桜、武田匠

##### 制作課
坂場 一久（さかば かずひさ）
演 - 中川大志
演出家。中学までは神戸で育った。東京大学文学部哲学科卒。父は大学教授で考古学の研究者、母は元教師。四兄妹の末っ子で兄は医師と弁護士、姉は教師という異色の経歴を持つ。
不器用で絵は描けないが、作画家達よりも作画へのこだわりが強い。無理難題を言ってはしばしば現場スタッフを困惑させており、大沢麻子とは犬猿の仲。
1959年（昭和34年）の短編映画『ヘンゼルとグレーテル』、1963年（昭和38年）のテレビアニメ『百獣の王子サム』、1965年（昭和40年）の長編映画『神をつかんだ少年クリフ』の演出を担当。長編映画の成功を条件になつと婚約したが、こだわりの強さが災いして製作期間も制作費も倍近くに達し興行成績は長編アニメ史上最低記録という惨憺たる結果に終わり、全責任を負う形で東洋動画を退職した。なつとの婚約を破棄したが反省し、翌日改めてプロポーズした。1967年（昭和42年）、十勝で雪次郎・夕見子夫妻と合同結婚式を挙げた。結婚後は西荻窪の借家に住み、翻訳の内職をしながら主夫をしていたが、1973年（昭和48年）に麻子の誘いで「株式会社マコプロダクション」に入社。企画立案を助け、『大草原の小さな家』のアニメ化を提起した。通称の「イッキュウさん」はテレビアニメ一休さんに因む。
露木 重彦（つゆき しげひこ）
演 - 木下ほうか
一久の上司で第一制作課課長。『白蛇姫』でアニメーション映画の監督としてデビューし、1963年（昭和38年）夏時には演出部長となっていた。『わんぱく牛若丸』でなつが描いた前足4本の馬に激怒した。 関西出身。
佐藤 利之（さとう としゆき）
演 - 橋本じゅん
製作部長。格闘技ファンで、新企画ドラマ『キックジャガー』、『魔界の番長』の作監を立て続けになつに任せた。

##### 仕上課
山根 孝雄（やまね たかお）
演 - ドロンズ石本
課長。
森田 桃代（もりた ももよ）
演 - 伊原六花
彩色担当。同い年の後輩なつを指導するうちに親友になった。当初は地味な服を着ていたが、毎日派手な服装で出社するなつに影響され、徐々に彩り豊かな服を好んで着るようになった。
1972年（昭和47年）、トレースの仕事が減り、やりがいを失っていたところに麻子から色指定の仕事を任せることを含め「マコプロダクション」への移籍を誘われ、「マコプロダクション」に移籍した。明るい性格で、口が軽い。通称「モモッチ」。
石井 富子（いしい とみこ）
演 - 梅舟惟永
仕上検査担当。新人の指導員。口うるさいため桃代たちから疎まれ、陰で「おトミさん」とか「トミ公」と呼ばれている。
高松文子（たかまつ ふみこ）
演 - 妹尾寛華
彩色担当。
アニメーター
演 - 桐原円花、成田曜

##### テレビ班
中島（なかじま）
演 - 坂口涼太郎
動画担当。サンバイザーを愛用。
猿渡 竜男（さるわたり たつお）
演 - 新名基浩
原画担当。元はコマーシャル班のアニメーターだった。テレビ漫画『百獣の王子サム』を企画する。
荒井 康助（あらい こうすけ）
演 - 橋本さとし
人手不足によって、京都の映画撮影所から呼ばれ、制作進行担当となった。
アニメーター
演 - 吉川一勝

##### その他
大杉 満（おおすぎ みつる）
演 - 角野卓造
「東洋動画」の親会社「東洋映画」の初代社長。1956年（昭和31年）6月になつが作画課の採用試験に応募した際、たまたま会った咲太郎から妹をよろしくと頼まれた。しかし彼が新劇の「赤い星座」に所属していることを知って彼を左翼活動家と誤解し、採用がほぼ決まりかけていたなつの採用に反対して不合格にした。同年9月になつが仕上課の臨時採用試験を受けた際は面接会場に来なかったため、なつはあっさり合格した。1964年（昭和39年）に社長を退任して会長となる。なつが退職した1973年（昭和48年）には会長職も辞していたと思われ、社長室に写真が飾られていた。
山川 周三郎（やまかわ しゅうざぶろう）
演 - 古屋隆太
なつが入社時のスタジオ所長で、大杉の退任後社長に就任した。なつが作画課の採用試験を受けた時から彼女の才能を評価しており、彼女が退職した際には慰留した。
宮田（みやた）
演 - 川島潤哉
『キックジャガー』、『魔界の番長』の演出担当。
大杉の秘書
演 - 泉千恵
玉井（たまい）
演 - 木引優子
事務員。十勝からの電話をなつに教えた。
社員
演 - 折舘早紀、辻凪子、三太、Marika、臼田幸太、根立佳奈、小松遼太

#### 株式会社マコプロダクション
石沢 裕也（いしざわ ゆうや）
演 - 大野泰広
制作進行。外注先との連絡を担当する。
町田 義一（まちだ よしかず）
演 - 鈴鹿央士
同上。
立山 久子（たてやま ひさこ）
演 - 伊藤修子
動画チェック担当。小太りで、前作『まんぷく』に登場した「まんぷくヌードル」を食べるシーンがあった。

### 千遥関係の人々

#### 川谷家・光山家・千遥の娘
杉山 千夏（すぎやま ちなつ） → 奥原 千夏（おくはら ちなつ）
演 - 粟野咲莉
千遥の娘で幼少期のなつに瓜二つ。『大草原の少女ソラ』の大ファン。母に頼んで「マコプロダクション」を訪れ、従姉の優と仲良しになる。
川谷 幸一（かわたに こういち）
演 - 岡部たかし
なつたちの実母の従姉妹・川谷としの夫。戦争で負った怪我の後遺症で足が悪い。
なつと咲太郎に、千遥が6歳時に家出して以来、行方不明の旨を説明し詫びる。
川谷 幸子（かわたに ゆきこ）
演 - 池間夏海
幸一・としの三女。咲太郎・なつ・千遥のはとこ。
光山 なほ子（こうやま なほこ）
演 - 原日出子
千遥の養母。東京の置屋の女将。
通りすがりの復員兵に売られた幼い千遥を養女として受け入れ大事に育てる。また、彼女を手放したくない思いから、千遥が持っていた、なつの北海道の住所を知らせる咲太郎の手紙を隠し続けていた。千遥の縁談がまとまった際手紙のことを打ち明け、戦災孤児だったことが露見すると拙いとの判断から、兄姉と縁を切って過去を隠して嫁ぐよう指示する。
昭和48年に千遥が清二と離婚するための話し合いの日、咲太郎・なつと対面し、結婚前に兄姉と縁を切るよう要請したことを謝罪した。

#### 杉山家・小料理店「杉の子」
千遥が嫁いだ杉山家は神楽坂の料亭「杉乃屋」を営んでおり、料理店「杉の子」を自宅兼店舗として開業。
杉山 清二（すぎやま せいじ）
演 - 渡辺大
千遥の夫。養母なほ子と共に修行中の芸者として度々杉乃屋を訪れた千遥を気に入り結婚したが、その後他に女を作って家に帰らなくなったため、千遥から離婚を切り出された。
杉山 雅子（すぎやま まさこ）
演 - 浅茅陽子
「杉乃屋」の女将であり春雄の未亡人。 清二が千遥との結婚を望んだ際に彼女の過去を調べてある程度知っており、結婚に反対したが、息子の熱意と「そんなことは問題ではない」との夫の意見に押し切られる形で不本意ながら承知した。
離婚交渉の場で千遥が戦災孤児だった自分の過去をすべて告白した際には呆れて蔑む態度をとったが、亡夫の愛弟子として「杉の子」の味を受け継ぐ千遥なしでは店が続けられなくなるため、清二と離婚しても引き続き店に残って欲しいと説得し、千遥も了承した。
杉山 春雄（すぎやま はるお）（回想）
演 - 春海四方
「杉の子」の先代の親方であり千遥の舅。千遥の料理人としての才能を見抜き、彼女に料理を教え込んだ。若い頃にはなつ達兄妹の父と同じく浅草の料亭で修業した。
上田 健（うえだ けん）
演 - 助川嘉隆
「杉の子」の板前。
村下 孝子（むらした たかこ）
演 - 根本江理
「杉の子」の従業員。

### 坂場家
坂場 優（さかば ゆう）
演 - 増田光桜（乳児期：石澤泰青、山中美子葉、三室和香葉、中村乙葉）
なつと一久の長女。昭和43年に誕生。4歳で『キックジャガー』の原画用紙に拙いながら動きのある絵を描き、両親を仰天させる。天陽の遺作である馬の絵を見て「本物のお馬さんがいる」と言い、なつの「なぜこれを本物と思ったの？動かないのに。」との問いに「絵を動かすのがママのお仕事でしょ？」と答え、彼女を再起させるきっかけを作った。『大草原の少女ソラ』において、ソラのキャラクターデザインのモデルになった。
坂場 一直（さかば かずなお）
演 - 関根勤
一久の父 。大学教授、考古学者。
婚約の顔合わせの席で、なつに考古学を熱く語り止まらなくなる。昭和50年3月時点では夫婦で名古屋に在住。
坂場 サト（さかば さと）
演 - 藤田三保子
一久の母。
坂場一久の長兄
演 - 宮本行
坂場家の長男。なつと一久の結婚披露宴に出席。
坂場一久の次兄
演 - 伊勢大貴
坂場家の次男。なつと一久の結婚披露宴に出席。
坂場一久の姉
演 - 真木ちはる
坂場家の長女。なつと一久の結婚披露宴に出席。

### その他の人々
佐々岡 信哉（ささおか のぶや）
演 - 工藤阿須加（子供時代：三谷麟太郎）
東京大空襲で母とはぐれたなつの手を引いて学校のプールへ避難し戦火を逃れ、なつの命の恩人となる。家は開業医の「佐々岡医院」だったが、この空襲で両親を亡くして、終戦後は奥原兄妹と行動を共にしていた。咲太郎と同年齢だが、早生まれのため学年は1つ上。いつも奥原兄妹のことを気にかけている。警察に保護されなつたちと別れた後は、彼を指導する大人たちに恵まれ大学に進学。新聞配達をしながら夜間の大学に通っていた。
1955年（昭和30年）夏、なつの様子を気にかけて十勝に足を運び再会。行方不明となった咲太郎を探すなつに協力する。1956年（昭和31年）春に大学を卒業し、新聞記者を目指すもののすべて不合格となり、放送局に就職して放送記者となる。千遥を捜す奥原兄妹に協力し続ける。1958年（昭和33年）春に帯広支局に転勤。1966年（昭和41年）、なつたちが十勝支庁へ陳情に訪れた際に道子と結婚していることを明かした。
佐々岡 道子（ささおか みちこ）
演 - 三倉茉奈
佐々岡信哉の妻で、信哉と同じ放送局の札幌支局のアナウンサー。
亀山 蘭子（かめやま らんこ）
演 - 鈴木杏樹
戦前よりプロレタリア演劇の流れを汲む劇団「赤い星座」の看板女優。
雪次郎が役者を目指すきっかけを作った。のちに舞台『かもめ』で雪次郎と共演した際、千秋楽後に彼を自宅に誘った。その場で雪次郎から愛を告白されるが、彼の可能性を潰したくないが故に、敢えて彼の演技を酷評した。その結果雪次郎は役者の道を捨て、「雪月」を継ぐことを決心した。
1959年（昭和34年）に咲太郎が設立した「風車プロダクション」に所属し、劇場用アニメだけでなく海外ドラマ、テレビアニメでもメインキャストを務める。
『大草原の少女ソラ』では、ソラの母・マリを演じた。
虻田 登志夫（あぶた としお）
演 - 栗原英雄
劇団「赤い星座」の俳優。
第45回で亀山蘭子とチェーホフの「桜の園」を演じる。
第98回で雪次郎が『かもめ』のトレープレフに抜擢された際に、亀山蘭子と雪次郎の仲を疑い、それが配役に影響しているのではないかと不満を噴出させる。虻田も雪次郎の実力は認めていたため、他の劇団員と共に新しい劇団を作ろうと雪次郎を調略しようとするが断られる。そのまま大多数の劇団員と共に離反した。
福島 伸之（ふくしま のぶゆき）
演 - 益山貴司
劇団「赤い星座」の人物。
ローズマリー（ろーずまりー）
演 - エリザベス・マリー
浅草のストリップ劇場「浅草六区館」のダンサー。咲太郎を慕っている。
島貫 健太（しまぬき けんた）
演 - 岩谷健司
「浅草六区館」の芸人。自称役者。咲太郎に自分に代わって舞台へ上がるように命令した。
その後「風車プロダクション」に所属し、『大草原の少女ソラ』では、父・ダイトを演じる。
松井 新平（まつい しんペい）
演 - 有薗芳記
「浅草六区館」の芸人。第30回で咲太郎が逮捕される原因を作ってしまう
咲太郎が設立した声優プロダクションに所属したが、何かの役を演じるシーンはなかった。
豊富 遊声（とよとみ ゆうせい）
演 - 山寺宏一
元活動弁士の大物声優。外国映画『拳銃渡世人』の吹き替えに出演した際、訛りがでてNGを連発する雪次郎に業を煮やし、彼の口を塞いで自分が演じた。関係者から"遊声先生"と呼ばれ、偉ぶってふんぞり返っている。
藤井（ふじい）ディレクター
演 - 高木渉
西部劇シリーズ『拳銃渡世人』のディレクター。
戦時中のおばあさん
演 - 北林早苗
空襲で孫を亡くし、空襲後の東京で、なつと千遥に孫の分の焼き芋を与える。
戦時中のアメリカ軍人
演 - ゼガ
戦時中の警察官
演 - 稲荷卓央
戦時中の兵士
演 - 大塚宣幸、田ノ岡三郎
高山 昭治（たかやま しょうじ）
演 - 須藤蓮
夕見子の恋人。北海道大学の学生。泰樹に憧れ、口髭を生やしている。
金持ちの家の長男であり親が決めた許嫁もいるが、夕見子と駆け落ち騒動を起こす。札幌の老舗百貨店「マル高デパート」の跡取りで、ジャズの評論原稿を雑誌社に持ち込むが、うまくいかなかった。そのことで夕見子に別れを切り出し口論になり、「風車」に現われた泰樹から殴られる。
高橋 秀子（たかはし ひでこ）
演 - 田中裕子
産婦人科医。なつの主治医。
妊婦
演 - 藤澤恵麻
なつが通う産婦人科の待合室で出会う妊婦。
女の子
演 - 浅田芭路
妊婦の長女。
村川
演 - 田中真弓
福祉事務所の職員。なつが保育園を探しに来た時に担当。
白本 知香子（しらもと ちかこ）
演 - 沢城みゆき
マコプロダクション制作のアニメ『大草原の少女ソラ』で主役のソラを演じた若手女優。声優初挑戦。
下山 明子（しもやま めいこ）
演 - 宝辺花帆美（乳児期：佐藤和真、幼少期：佐藤恋和）
下山と茜の長女。
藤森（ふじもり）
声 - 吉水孝宏
放送局員。アニメ『大草原の少女ソラ』の番組担当者。人手が足りずいつも納品が送れる「マコプロ」に業を煮やし、催促の電話を掛けて来る。
松武 博（まつたけ ひろし）
演 - 大泉洋
アニメ『大草原の少女ソラ』のスポンサー・「ミルコス食品工業株式会社」の社長。スポンサーでありながら制作現場にあれこれ注文する。
松武の付き人
演 - 釆澤靖起
十勝の記者
演 - ヒロウエノ、藤森宗智
東京の警察官
演 - 福井博章
東京の酔っぱらいの男
演 - 佐野陽一
アナウンサー
声 - 関根正明
カメラマン
演 - 柏木風太朗
牛若丸の子役
演 - 益子慶太
ピアノ奏者
演 - 冨田優
東京の記者
演 - 吉田亮
東京のカメラマン
演 - 宮崎雄真

### 劇中アニメーション関連
犬の洋画
日本吹き替え - 真柴摩利
牛若丸
声 - 田中真弓
『白蛇姫』に続く東洋動画のアニメーション映画『わんぱく牛若丸』の主人公。
アニー
声 - ならはしみき
なつが原画を担当した『魔法少女アニー』のヒロイン。
女の子
声 - 須藤祐実
『魔法少女アニー』に登場したキャラクター。
キックジャガー
声 - 真殿光昭
なつが作画監督を務めた『キックジャガー』の主役キャラクター。
リングの実況者
声 - 鈴木健一
『キックジャガー』の登場人物。作中の試合で実況を担当。
魔界の番長
声 - 星智也
なつが作画監督を務めた『魔界の番長』の主役キャラクター。
語り
声 - 安藤サクラ
『大草原の少女ソラ』のナレーション。
声優
演 - 岩崎ひろし、須藤沙織
『ヘンゼルとグレーテル』に出演した声優。

## スタッフ
- 作 - 大森寿美男
- 音楽 - 橋本由香利
- 主題歌 - スピッツ「優しいあの子」（ユニバーサルJ）[47]
- 制作統括 - 磯智明、福岡利武
- プロデューサー - 村山峻平、川口俊介
- 演出 - 木村隆文、田中正、渡辺哲也、田中健二、二見大輔、橋爪國臣、矢部誠人
- 語り - 内村光良[42][43]
- 「なつぞら1週間 / 5分でなつぞら」語り - 出田奈々（NHKアナウンサー）
- 題字・タイトルバック - 刈谷仁美[注釈 34][19][50]
- アニメーション時代考証・イラスト制作（キアラ）[注釈 35] - 小田部羊一[7][50]
- アニメーション監修 - 舘野仁美[7][50][51][159]
- 描画シーンの手元吹き替え - 伊奈透光、丹羽弘美
- アニメーション制作 - ササユリ、東映アニメーション[7][50][51]
- 解説放送・副音声 - 山崎健太郎

## オープニング
『連続テレビ小説』シリーズの記念すべき第100作品目であることに加え、アニメーターの活躍を描いた作品であることから、オープニングのタイトルバックは連続テレビ小説史上初となる全編アニメーションで制作された。本編のアニメーション監修を担当した舘野仁美がプロデューサーを務め、本作の題字も手掛けた監督・原画・キャラクターデザイン担当の刈谷仁美を中心とする若手アニメーターが手掛けた。
ヒロインのなつと動物たちの「小さな冒険」をテーマに、90秒の動画を2,100枚以上の作画で描いて劇場版アニメを超えるクオリティで製作された。草原や花畑にてシカやキツネたちと戯れる少女が活写され、ほのぼのとした色使いやタッチは1960年代から1970年代の日本のアニメーション、特に『アルプスの少女ハイジ』『フランダースの犬』などに代表されるフジテレビ系アニメ枠『世界名作劇場』へのオマージュとなっている。
ノンクレジットバージョンの約80秒のタイトルバックが、NHKのミニ動画サイト「どーがレージ」およびYouTube公式チャンネルにて公開された。
なお、過去の朝ドラ作品でもオープニングにアニメーションを取り入れた作品はあるが、いずれも実写映像に部分的なアニメーションを挿入したものであった。
8月10日放送の第114回と9月28日放送の最終回はオープニングタイトルバックが省略され、主題歌と出演者クレジットはエンディングに回された。

## エンディング
「なつぞらアニメーション」と題して、視聴者から投稿されたアニメーションを紹介している。
エンディングの視聴者投稿コーナーは写真を紹介するのが通例だったが、本作では作品のテーマにちなんでNHKクリエイティブ・ライブラリーとのコラボレーション企画による特設ページ「なつぞらアニメーション」にて4秒の短編アニメーションを作成して投稿することができ、採用された作品は番組エンディングや特設ページ上で紹介される。
手書きで描いた絵にコマを描き足していくことでパラパラマンガのように絵を動かす仕組みとなっており、作成ページには作成法を紹介した動画や、前のコマを下絵として次のコマを描き動きを追加する機能など、初心者でも手軽に作成し投稿できるような工夫がされている。
最終回のみアニメーションではなく、実写の坂場なつが登場し、「ありがとうございました」という言葉で締めくくった。

## 放送日程
- 各週のサブタイトルは、語りの内村の決まり文句である「なつよ」を用いて、「なつよ、○○」となっている[44]。

| 週                                                                        | 回        | 放送日            | サブタイトル                 | 演出              | 週平均視聴率 |
| ------------------------------------------------------------------------- | --------- | ----------------- | ---------------------------- | ----------------- | ------------ |
| 1                                                                         | 01 - 06   | 4月01日 - 4月06日 | なつよ、ここが十勝だ         | 木村隆文          | 22.1%        |
| 2                                                                         | 07 - 012  | 4月08日 - 4月13日 | なつよ、夢の扉を開け         | 木村隆文          | 22.2%        |
| 3                                                                         | 013 - 018 | 4月15日 - 4月20日 | なつよ、これが青春だ         | 木村隆文          | 22.6%        |
| 4                                                                         | 019 - 024 | 4月22日 - 4月27日 | なつよ、女優になれ           | 田中正            | 22.5%        |
| 5                                                                         | 025 - 030 | 4月29日 - 5月04日 | なつよ、お兄ちゃんはどこに？ | 田中正            | 20.7%        |
| 6                                                                         | 031 - 036 | 5月06日 - 5月11日 | なつよ、雪原に愛を叫べ       | 渡辺哲也          | 21.3%        |
| 7                                                                         | 037 - 042 | 5月13日 - 5月18日 | なつよ、今が決断のとき       | 木村隆文          | 22.1%        |
| 8                                                                         | 043 - 048 | 5月20日 - 5月25日 | なつよ、東京には気をつけろ   | 木村隆文          | 21.6%        |
| 9                                                                         | 049 - 054 | 5月27日 - 6月01日 | なつよ、夢をあきらめるな     | 田中正            | 20.8%        |
| 10                                                                        | 055 - 060 | 6月03日 - 6月08日 | なつよ、絵に命を与えよ       | 渡辺哲也          | 20.4%        |
| 11                                                                        | 061 - 066 | 6月10日 - 6月15日 | なつよ、アニメーターは君だ   | 木村隆文          | 21.0%        |
| 12                                                                        | 067 - 072 | 6月17日 - 6月22日 | なつよ、千遥のためにつくれ   | 田中正            | 21.6%        |
| 13                                                                        | 073 - 078 | 6月24日 - 6月29日 | なつよ、『雪月』が大ピンチ   | 二見大輔          | 20.7%        |
| 14                                                                        | 079 - 084 | 7月01日 - 7月06日 | なつよ、十勝さ戻ってこい     | 渡辺哲也          | 21.6%        |
| 15                                                                        | 085 - 090 | 7月08日 - 7月13日 | なつよ、ワクワクが止まらない | 田中正            | 20.2%        |
| 16                                                                        | 091 - 096 | 7月15日 - 7月20日 | なつよ、恋の季節が来た       | 田中健二          | 20.4%        |
| 17                                                                        | 097 - 102 | 7月22日 - 7月27日 | なつよ、テレビ漫画の幕開けだ | 渡辺哲也          | 20.6%        |
| 18                                                                        | 103 - 108 | 7月29日 - 8月03日 | なつよ、どうするプロポーズ   | 木村隆文          | 20.2%        |
| 19                                                                        | 109 - 114 | 8月05日 - 8月10日 | なつよ、開拓者の郷へ         | 木村隆文          | 19.7%        |
| 20                                                                        | 115 - 120 | 8月12日 - 8月17日 | なつよ、笑って母になれ       | 田中正            | 20.1%        |
| 21                                                                        | 121 - 126 | 8月19日 - 8月24日 | なつよ、新しい命を迎えよ     | 橋爪國臣 田中健二 | 20.1%        |
| 22                                                                        | 127 - 132 | 8月26日 - 8月31日 | なつよ、優しいわが子よ       | 渡辺哲也          | 20.4%        |
| 23                                                                        | 133 - 138 | 9月02日 - 9月07日 | なつよ、天陽くんにさよならを | 木村隆文 矢部誠人 | 20.8%        |
| 24                                                                        | 139 - 144 | 9月09日 - 9月14日 | なつよ、この十勝をアニメに   | 村山峻平          | 20.4%        |
| 25                                                                        | 145 - 150 | 9月16日 - 9月21日 | なつよ、千遥よ、咲太郎よ     | 田中正            | 21.4%        |
| 26                                                                        | 151 - 156 | 9月23日 - 9月28日 | なつよ、あっぱれ十勝晴れ     | 木村隆文          | 21.2%        |
| 期間平均視聴率：21.0%（ビデオリサーチ調べ、関東地区・世帯・リアルタイム） |           |                   |                              |                   |              |

### 放送日程変更
- 4月3日（総合・再放送）：第91回選抜高等学校野球大会決勝戦生中継のため、12時15分 - 12時30分に変更（30分繰り上げ）。
- 6月28日（総合・再放送）：G20首脳会合の特設ニュースのため、12時50分 - 13時5分に変更（5分繰り下げ）。
- 8月6日（総合・本放送）：広島平和記念式典のため、時間変更。
  - 広島などの中国地方：7時45分 - 8時
  - その他の地域：8時38分 - 53分
- 週間ダイジェスト
  - 5月4日土曜日23時10分 - 23時30分第5週を繰り上げ放送。
  - 5月11日土曜日21時30分 - 21時50分に第6週を繰り上げ放送。
  - 6月3日月曜日（2日深夜）1時34分 - 1時54分 2日10時55分から第70回全国植樹祭のため第9週を繰り下げ放送。
  - 7月6日土曜日21時30分 - 21時50分に第14週を繰り上げ放送。
  - 第101回全国高等学校野球選手権大会中継に伴う変更
    - 8月12日月曜日6時10分 - 6時30分 第19週を繰り下げ放送。
    - 8月19日月曜日（18日深夜）1時10分 - 1時30分 第20週を繰り下げ放送。

  - 8月24日土曜日21時30分 - 21時50分に第21週を繰り上げ放送。
  - 9月16日月曜日（15日深夜）0時40分 - 1時 15日8時からマラソングランドチャンピオンシップ女子のため繰り下げ放送。

### 他局による再放送
2024年4月9日から10月1日までBS11にて、火曜18時 - 20時に6回分連続で放送された。

### 総集編
- 前編
  - 7月6日 16時30分 - 18時（NHK総合）
  - 7月14日 13時 - 14時30分（NHK BSプレミアム）
  - 10月14日 15時 - 16時28分（NHK総合〈再放送〉）
  - 10月27日 13時30分 - 14時58分（NHK BSプレミアム〈再放送〉）
- 後編
  - 10月14日 16時32分 - 18時（NHK総合）
  - 10月27日 15時 - 16時28分（NHK BSプレミアム）

## スピンオフドラマ
『なつぞらSP 秋の大収穫祭』と題し、スピンオフドラマ「とよさんの東京物語」「十勝男児、愛を叫ぶ!」の2作品（各50分）がNHK BSプレミアムにて2019年11月2日 19時から21時に放送された。広瀬すずと草刈正雄が、それぞれなつと泰樹の役そのままで番組全体のナビゲート（進行）役を務め、番組の合間に、本編より反響の多かったシーン「なつぞら名場面10選」や未公開映像もあわせて放送された。
本編に登場する魅力的な登場人物たちの、本編で描くことのできなかった時間を描きたいとして2019年5月にスピンオフドラマの制作が決定。「雪月を舞台にしたホームドラマを見たい」との発想と十勝ロケの必要性など撮影スケジュールとの兼ね合いから、菓子屋「雪月」を題材とすることとなった。本編最終回の1975年（昭和50年）8月から約8か月が経過した1976年（昭和51年）4月を舞台として、本編執筆に専念するため原案へ回った大森寿美男に代わり、若手演出陣からの推薦を受けた池谷雅夫と奥山雄太が脚本を担当して、本編撮影と一部並行して撮影が行われた。

### とよさんの東京物語
あらすじ
坂場から老婆の声を演じてほしいと頼まれた90歳のとよは単身上京し、初めてのアフレコ現場でレミ子の演技に感動して、声優として働きたいと咲太郎に願い出る。「雪月」の女将として妙子にひとり立ちしてほしいとの願いを抱きつつ、とよはレッスンを重ねて声優への道を目指す。
出演
高畑淳子、広瀬すず、中川大志、岡田将生、比嘉愛未、貫地谷しほり、安田顕、仙道敦子、山田裕貴、福地桃子 ほか
追加キャスト
柳井洋子
演 - 野沢由香里

### 十勝男児、愛を叫ぶ！
あらすじ
子育てをめぐって夕見子と夫婦ゲンカをおこした雪次郎は、やがて菊介や照男、番長ら十勝の男たちを巻き込み、砂良や良子ら夫に不満を抱く女たちとの対立へと発展する。仲直りのため、男たちは妻のために愛を語る「十勝女房自慢コンテスト」を開催することとなる。
出演
山田裕貴、福地桃子、広瀬すず、松嶋菜々子、藤木直人、清原翔、北乃きい、音尾琢真、戸次重幸、富田望生、板橋駿谷 ほか
追加キャスト
戸村カナ子（とむら かなこ）
演 - 中島亜梨沙
菊介の妻。フォークギターに傾倒する菊介に嫌気がさして家を出ている。
戸村公英（とむら きみえ）
演 - 川床明日香
菊介の一人娘。
五十嵐静（いがらし しずか）
演 - 坂井真紀
剛男の亡き戦友の妻。東京在住。

### スタッフ（スピンオフ）
- 原案 - 大森寿美男
- 音楽 - 橋本由香利
- 主題歌 - スピッツ「優しいあの子」
- 脚本 - 池谷雅夫[192]（とよさんの東京物語） / 奥山雄太[192]（十勝男児、愛を叫ぶ!）
- 語り - 仙道敦子（とよさんの東京物語）/ 音尾琢真（十勝男児、愛を叫ぶ!）
- 演出 - 三室すみれ（とよさんの東京物語）/ 土井啓太郎（十勝男児、愛を叫ぶ!）
- 制作統括 - 磯智明、福岡利武
- プロデューサー - 二見大輔

### 放送日程（スピンオフ）
- 11月2日19時 - 21時（BSプレミアム）
- 12月28日13時5分 - 14時46分（総合・ドラマのみの放送）

## 関連番組
- もうすぐ「なつぞら」（2019年3月21日、NHK総合）
- 10分で連続テレビ小説「なつぞら」（2019年3月21日、NHK総合）
- 朝ドラ100作!全部見せますスペシャル〜歴代ヒロインがチコちゃんに叱られる!?〜（2019年3月29日、NHK総合）
- 広瀬すずが挑む!100作目の朝ドラ「なつぞら」（2019年3月30日、NHK BSプレミアム）
- 突撃!カネオくん「朝ドラ舞台裏に潜入&広瀬すずの疑問大調査」（2019年4月6日、NHK総合）
- 土曜スタジオパーク in北海道「なつぞら」特集（2019年4月20日、NHK総合）
- まだ間に合う「なつぞら」（2019年5月3日、NHK総合）
- チコちゃんに叱られる!「大型連休どまん中!72分拡大版“なつぞら”コラボSP!」（2019年5月3日、NHK総合）
- LIFE!〜人生に捧げるコント〜 “なつぞら”コラボSP!（2019年9月7日、NHK総合）
- なつぞら紀行〜柴田牧場はこうして生まれた〜（2019年9月28日、NHK総合〈北海道地方〉/2019年11月2日、NHK BSプレミアム　スピンオフ本編前に放送）[194]

## 作品の影響

### 観光促進
撮影開始に先立つ2018年4月に、撮影の支援ならびに放送後の観光客受け入れ推進とロケ地の観光資源化を目的として、帯広市、帯広観光コンベンション協会、帯広商工会議所、十勝観光連盟を事務局に30の関連団体で組織される「連続テレビ小説『なつぞら』応援推進協議会」が発足した。「なつぞらの舞台 十勝へようこそ」と謳った幅約4メートルの看板を帯広駅に設置し、のぼりやポスターを製作して公共施設や観光スポットなどに掲示しPR活動を行う。放送開始後は、帯広市中心部など数か所に設置された拠点において、出演者の等身大パネルの展示、グッズの販売、観光案内などを行う。
観光客誘致に向けたPRとして、十勝総合振興局では女性職員による「十勝総合振興局のなっちゃん隊」を組織してSNSを利用して観光スポットやドラマの背景となる十勝の開拓史、ドラマ登場シーンなどに関する「深掘りレポート」などさまざまな情報発信を行い、またJR北海道との官民共同で食や観光名所、交通パスなどを紹介したPRパンフレット「JRで行く十勝」 を製作してJR北海道主要駅や旅行センターで2019年4月より配布する。
北海道胆振東部地震の復興支援に継続的に取り組む日本航空は、北海道の観光需要喚起などを目的に、機体に本作の特別塗装を施したボーイング737-800型機「連続テレビ小説『なつぞら』特別塗装機」を国内線に就航。JR北海道は車体に本作のビジュアルステッカーを貼付した特急「スーパーとかち」を運行、観光鉄道のふるさと銀河線りくべつ鉄道は本作をデザインしたラッピング車両を運行する。
放送開始から1か月半で、令和への改元にともなう10連休の影響もあって市内3か所に『なつぞら』展示コーナーが設置された帯広市の十勝観光案内所で利用者が前年比で倍増するなど十勝への観光客数は増加を見せており、夏の行楽シーズンに向けてさらなる増加が期待されている。

### 商品開発
日本郵便北海道支社は本作の場面写真のほか、十勝地方での撮影に協力した各市町村の名所や風景などの写真を使用して作製したフレーム切手を限定販売する。
また、明治では十勝産乳原料を使用したヨーグルトに本作タイトルロゴを配した商品を発売、山崎製パンでは十勝産小豆・牛乳を使用し本作タイトルロゴを配した菓子パンを発売、カルビーでは十勝産じゃがいもを使用し本作タイトルロゴを含むパッケージを北海道士幌高等学校の生徒と共同デザインしたポテトチップスを発売するなど、十勝管内の7社を含む約20社が50種の商品で本作タイトルロゴを用いた商品開発を行っている。

### 酪農啓発
農林水産省生産局畜産部では酪農への関心を深めるため、放送開始に合わせて「今日の「なつぞら」畜産部解説」と題したコーナーを同省公式ウェブサイト内に開設。物語に沿って、畜産や酪農にまつわる豆知識となるような独自の解説を行う。4、5人の職員が交代で執筆し、劇中に酪農にまつわるシーンが登場した際に随時更新される。
日本農業新聞では「農業高校生応援プロジェクト」の一環として本作の「特設ページ」を同社公式ウェブサイト内に開設し、北海道の酪農の歴史や先駆者たちに焦点を当てたコラム「北の酪農ヒストリー」やヒロイン・広瀬すずのインタビューなど、関連記事を掲載する。農業高校インスタグラムキャンペーンなども実施された。

### 経済効果
放送開始に先立ち、本作の北海道十勝地方への経済効果は約95億円になると日本銀行釧路支店および同帯広事務所により試算されている。

### その他
第20回橋田賞を受賞、広瀬すずもその演技が評価され新人賞を受賞した。
2020年5月に行われ、300人が投票に参加した「広瀬すずの歴代出演ドラマ人気ランキング」では、『学校のカイダン』や『チア☆ダン』らを凌ぎ1位を獲得した。
本作の主題歌「優しいあの子」にちなんで、餡の普及振興を目的とした協会団体である日本あんこ協会では「優しいあんこ」キャンペーンが、2019年に実施された。
作中で登場する菓子店「雪月」の名が、北海道の実在の菓子店「柳月」に似ていること、また作中の菓子「おバタ餡サンド」が柳月の「あんバタサン」に似ていることで、「雪月のモデルは柳月」「おバタ餡サンドはあんバタサンを参考にした」など、SNSなどで話題となった。「あんバタサン」はこの影響で、柳月の各店で売り切れが続出し、オンラインショップでは注文してから発送到着まで3週間が必要というヒット商品となった。

## 関連商品
ノベライズ
- 大森寿美男（作）、木俣冬（ノベライズ）『NHK連続テレビ小説 なつぞら 上』（2019年3月25日、NHK出版、ISBN 978-4-14-005701-8）
- 大森寿美男（作）、木俣冬（ノベライズ）『NHK連続テレビ小説 なつぞら 下』（2019年8月29日、NHK出版、ISBN 978-4-14-005702-5）

関連書籍
- NHKドラマ・ガイド 連続テレビ小説 なつぞら Part1（2019年3月25日、NHK出版、ISBN 978-4-14-923587-5）
- NHKドラマ・ガイド 連続テレビ小説 なつぞら Part2（2019年7月25日、NHK出版、ISBN 978-4-14-923588-2）
- 「広瀬すず in なつぞら」PHOTO BOOK（2019年4月1日、東京ニュース通信社、ISBN 978-4-86336-911-5）[225]
- 清原翔 Visual Book in「なつぞら」（2019年5月31日、KADOKAWA、ISBN 978-4-04-735715-0）[226]
- NHK連続テレビ小説 なつぞら なつとその仲間たち 朝から元気がでる! 100の言葉（2019年7月29日、宝島社、ISBN 978-4-80-029668-9）
- 「なつぞら」のアニメーション資料集［オープニングタイトル編］（2019年9月1日、アニメスタイル編集部、ISBN 978-4-90-294827-1）
- 連続テレビ小説なつぞら コンプリートファンブック（2019年9月6日、ぴあ MOOK、ISBN 978-4-83-564082-2）
- ステラMOOK なつぞらメモリアルブック（2019年9月13日、NHKサービスセンター、ISBN 978-4-87-108138-2）
- 連続テレビ小説なつぞら なつが食べてたおいしいレシピ（2019年9月19日、扶桑社ムック、ISBN 978-4-59-461462-1）
- 連続テレビ小説 なつぞら コミカライズ上巻（2019年9月28日、一迅社、ISBN 978-4-7580-1665-0）
- 連続テレビ小説 なつぞら コミカライズ下巻（2020年3月27日、一迅社、ISBN 978-4-7580-1668-1）

サウンドトラック
- NHK連続テレビ小説「なつぞら」オリジナル・サウンドトラック【北海道編】（2019年5月15日配信、KING RECORD、NOPA-2107）
- NHK連続テレビ小説「なつぞら」オリジナル・サウンドトラック【東京編】（2019年7月24日配信、KING RECORD、NOPA-2108）
- NHK連続テレビ小説「なつぞら」オリジナル・サウンドトラック【完結編】（2019年8月23日配信、KING RECORD、NOPA-2109）
- NHK連続テレビ小説「なつぞら」オリジナル・サウンドトラック【BEST盤】（2019年8月23日発売、KING RECORD、KICS-3826 -3828）[227]